# اسکندر مقدونی
اِسْکَنْدَر سوم مَقْدونی (۲۰ یا ۲۱ ژوئیهٔ ۳۵۶ پ. م – ۱۰ یا ۱۱ ژوئن ۳۲۳ پ. م) معروف به اسکندر بزرگ، اسکندر کبیر (به یونانی: Ἀλἑξανδρος ὁ Μἑγας) (به انگلیسی: Alexander the Great) پادشاه مقدونیه در یونان باستان بود. او در سال ۳۵۶ پیش از میلاد در شهر پلا متولد شد و تا ۱۶ سالگی تحت آموزش ارسطو قرار داشت. اسکندر توانست تا پیش از رسیدن به سی‌سالگی یکی از بزرگ‌ترین امپراتوری‌های دنیای باستان را شکل دهد که از دریای یونان تا هیمالیا گسترده بود. از اسکندر به‌عنوان یکی از بزرگ‌ترین فاتحان تاریخ یاد می‌شود. او بانی اصلی گسترش فرهنگ و تمدن یونانی در جهان، آغاز عصر هِلِنیسم و پیدایش جادهٔ ابریشم بود.
پس از آنکه پدر اسکندر، فیلیپ دوم مقدونیه، به قتل رسید، اسکندر در سال ۳۳۶ پ. م به جای او بر تخت سلطنت نشست. اسکندر کشوری نیرومند و ارتشی کارآزموده را از سلطنت پدرش به ارث می‌برد. سرلشکری یونان به او اعطا شد و او از این موهبت برای تحقق بخشیدن به بلندپروازی‌های نظامی پدرش نهایت استفاده را برد. در سال ۳۳۴ پ. م به آسیای صغیر که تحت کنترل هخامنشیان قرار داشت هجوم برد و سلسله نبردهایی را به راه انداخت که ده سال به درازا انجامیدند. اسکندر طی سلسله نبردهای سرنوشت‌سازی، به‌ویژه نبردهای ایسوس و گوگمل، اقتدار هخامنشیان در منطقه را در هم شکست. او متعاقباً داریوش سوم، شاهنشاه هخامنشی را به زیر کشید و بیشتر مناطق تحت کنترل هخامنشیان را تسخیر کرد. در آن زمان امپراتوری اسکندر گستره‌ای از دریای آدریاتیک تا رود سند را در بر می‌گرفت.
او را از آسیای صغیر تا مصر، «رهایی‌بخش» نامیدند و به سرعت وارد اساطیر، قصه‌ها و افسانه‌ها _از جمله قصهٔ ذوالقرنین_ شد. به‌گزارش فلاویوس، او وارد اورشلیم شده و در معبد مقدس، قربانی تقدیم کرد و یهودیان را برای سکونت به اسکندریه دعوت نمود. به گزارش کتیبه‌های بابلی، پیش از اینکه وارد بابل شود، او را «شاه جهان» نامیدند و سجده‌کنان به استقبالش رفتند.
در سال ۳۲۶ قبل از میلاد اسکندر در پی دست‌یابی به «لبهٔ دنیا و دریای بزرگ بیرونی» به هند لشکرکشی کرد اما بنا بر تقاضای لشکریانش، پیشروی را متوقف نمود و بازگشت. پس از استقرار دوباره در بابل، اسکندر تصمیم گرفت تا ناوگان خود را برای گسیل به عربستان آماده کند؛ ناوگان تجهیز شد، اما اسکندر چندماه پیش از حرکت، در سال ۳۲۳ پ. م، درگذشت. پس از مرگ اسکندر، وقوع جنگ داخلی میان بازماندگانش منجر به ازهم‌گسیختگی امپراتوری پهناور او و ظهور حکومت‌هایی شد که توسط سرداران و وارثانش، موسوم به دیادوخوی، اداره می‌شدند.
کشورگشایی‌های اسکندر موجب بروز پراکنش فرهنگی در دنیای آن روزها شد. او بیش از بیست شهر جدید بنیان گذاشت که نام اسکندر را بر خود داشتند و مشهورترینشان اسکندریه در مصر است. اسکندر با اسکان‌دادن مهاجران یونانی در جای جای متصرفات خود و به تبع آن با اشاعهٔ فرهنگ یونانی در شرق باعث پدیدآمدن تمدن هلنیستی نوینی شد که وجهه‌هایی از آن حتی در رسوم و سنن امپراتوری روم شرقی در اواسط سدهٔ پانزدهم میلادی نیز مشهود بودند. اسکندر به‌سرعت به قهرمانی افسانه‌ای در همان ریخت و هیبت آشیل مبدل شد و در تاریخ و اساطیر فرهنگ‌های یونانی و غیریونانی نقش عمده و برجسته‌ای را بازی کرد. او به معیاری مبدل شد که سایر فرماندهان نظامی خود را در قیاس با او محک می‌زدند. مدارس نظامی در سرتاسر جهان همچنان تاکتیک‌های نظامی او را آموزش می‌دهند.
اسکندر پس از تسخیر تخت جمشید هفت سال حکومت نمود. از سال ۳۲۷ تا ۳۲۶ پیش از میلاد اسکندر به هندوستان لشکرکشی کرد. در سال ۳۲۳ پیش از میلاد اسکندر به بابل بازگشت و همان‌جا بیمار شده و نهایتاً در ۳۲ سالگی از دنیا رفت.

## نام‌شناسی

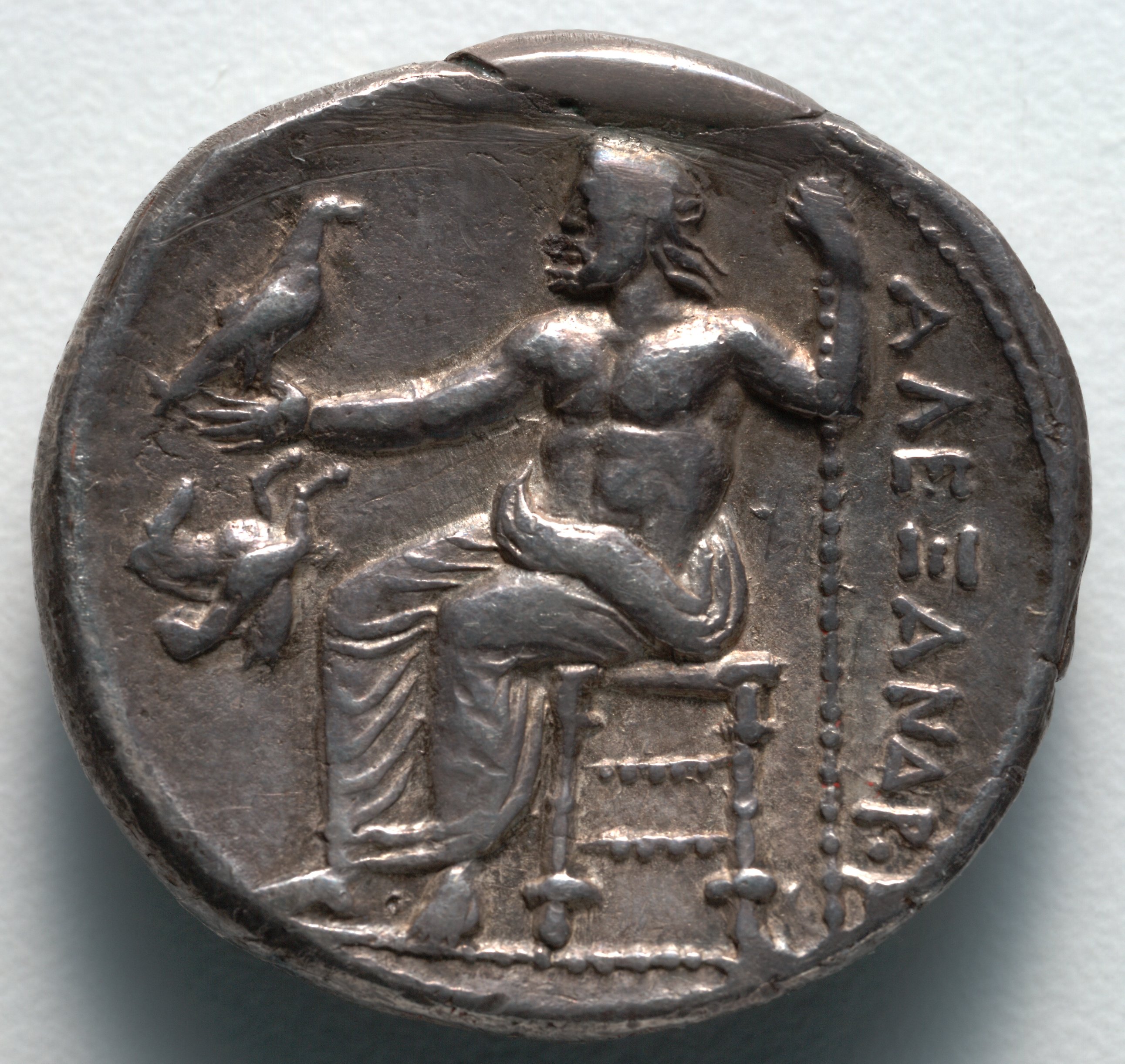
یک تترادراخما حک شده به نام اسکندر

اسکندر، عربی‌شدهٔ Ἀλέξανδρος (Aléxandros، الکساندروس) در یونانی باستان است که خود مشتق از یک بخش مصدری، ἀλέξειν (aléxein، الکسین) به‌معنی محافظت‌کردن یا پاسداری، و یک بخش اسمی، ἀνδρός (andrós، آندروس) به‌معنی بشر یا مردم است که روی‌هم‌رفته معانی‌ای همچون «محافظ مردم»، «پاسدار بشر»، «مدافع انسان‌ها» یا در شکل مصطلح ادبی خود در میان یونانیان، «قهرمانی برای حفاظت از بشر» را می‌سازد.
در اساطیر یونانی، لقب اسکندر به هرا، به‌عنوان «کسی که برای نجات سربازان می‌آید» گفته می‌شد. پاریس اسطوره‌ای نیز با لقب اسکندر شناخته می‌شد.

## آغاز زندگی

### تبار و کودکی

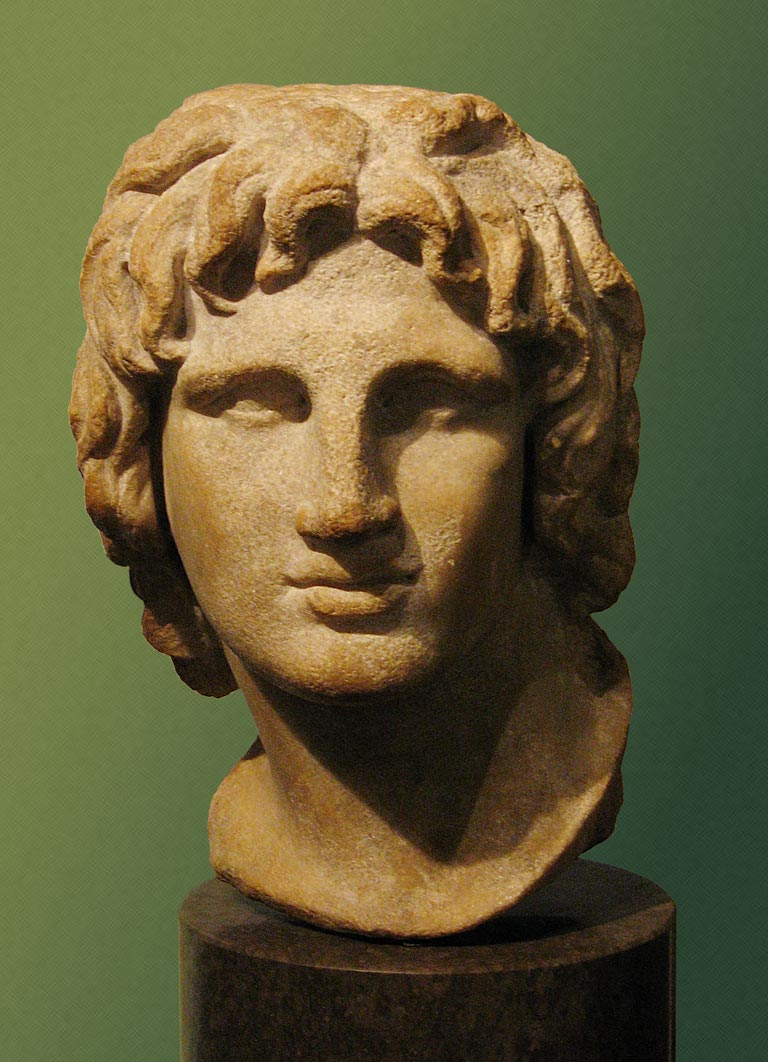
سردیس جوانی اسکندر متعلق به عصر هلنیستی، موزهٔ بریتانیا

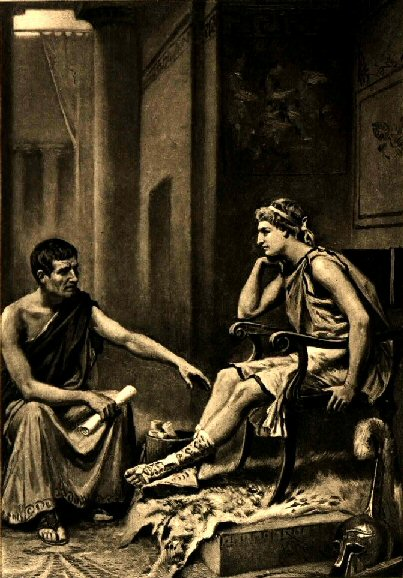
ارسطو در حال آموزش اسکندر، اثر ژان لئون ژروم فریس

اسکندر در روز ششم از ماه باستانی یونانی، هکاتومبایون، که احتمالاً متناظر با ۲۰ ژوئیهٔ سال ۳۵۶ ق م است در شهر پلا، پایتخت پادشاهی یونانی مقدونیهٔ باستان، زاده شد. پدر او، فیلیپ دوم، پادشاه مقدونیه بود و مادرش، المپیاس، دختر نئوپتولموس یکم، پادشاه اپیروس. المپیاس چهارمین همسر فیلیپ بود و با وجود آنکه فیلیپ هفت یا هشت همسر دیگر نیز داشت، المپیاس برای مدتی همسر اصلی او محسوب می‌شد احتمالاً به این دلیل که اسکندر را به دنیا آورده بود.
دربارهٔ تولد و کودکی اسکندر چندین افسانه نقل کرده‌اند. بنا به گفتهٔ پلوتارک، زندگی‌نامه‌نویس یونان باستان، المپیاس در شب زفافش خواب می‌بیند که صاعقه‌ای به رحمش اصابت می‌کند و شعله‌ای را می‌افروزد که زبانه‌هایش «دور و نزدیک» را در بر می‌گیرند و سپس خاموش می‌شود. گفته می‌شود که فیلیپ نیز چندی پس از ازدواج با المپیاس خواب می‌بیند که رحم همسرش را با مهری که تصویر یک شیر بر آن نقش بسته است مهر و موم می‌کند. پلوتارک تفسیرهای گوناگونی برای این رؤیاها ذکر کرده است از جمله آنکه: المپیاس پیش از همبستری با فیلیپ باردار بوده است و این امر از مهر و موم کردن رحم او فهمیده می‌شود، یا اینکه زئوس پدر اسکندر بوده است. مفسران باستان دربارهٔ اینکه آیا المپیاس جاه‌طلب داستان اصل و نسب اُلوهی اسکندر را ترویج داده است متفق‌القول نیستند؛ برخی بر این باورند که او موضوع را به اسکندر گفته است و برخی دیگر نیز بر این عقیده‌اند که او اعلام این موضوع را بی‌عفتی می‌دانسته و سکوت اختیار کرده است.
در روز تولد اسکندر، فیلیپ در حال مهیا شدن برای محاصرهٔ شهر پوتیدایا در شبه‌جزیرهٔ خالکیدیکه بود. در همان روز فیلیپ اخباری دریافت کرد مبنی بر اینکه سردارش پارمنیون سپاهیان مختلط ایلیریا و پئونیا را شکست داده و اسب‌هایش در بازی‌های المپیک پیروز شده‌اند. همچنین گفته می‌شد که در این روز معبد آرتمیس در اِفِسوس، یکی از عجایت هفت‌گانهٔ جهان باستان، آتش گرفته و به تلی از خاک مبدل شده است. هگسیاس در این باره گفته که معبد آرتمیس خاکستر شده است زیرا که آرتمیس به قصد مراقبت از زاده‌شدن اسکندر معبد را ترک کرده بود. ممکن است چنین افسانه‌هایی در هنگامی که اسکندر به قدرت رسیده بود و احتمالاً به دستور خود او رواج پیدا کرده باشند، تا اثباتی باشند بر قدرت مافوق بشری اسکندر و سرنوشت مقدر او برای سروری بر جهانیان از همان لحظه‌ای که نطفه‌اش بسته شد.
اسکندر را پرستاری به نام لانیکه بزرگ کرد. لانیکه خواهر کلیتوس سیاه، یکی از سرداران اسکندر در سال‌های آتی، بود. لئونیداس سخت‌گیر که از خویشاوندان مادر اسکندر بود و لوسیماخوس که از سرداران فیلیپ بود مربیان خصوصی اسکندر شدند. اسکندر به شیوهٔ نجیب‌زادگان مقدونی تربیت شد و خواندن و نوشتن، نواختن چنگ، سوارکاری، جنگیدن، و شکار را آموخت.
وقتی که اسکندر ۱۰ ساله بود، تاجری از تسالی اسبی برای فیلیپ آورد و قیمت گزافی معادل ۱۳ تالان به ازای آن خواست. فیلیپ خواست که سوار آن شود ولی اسب تمرد کرد و فیلیپ دستور داد تا اسب را از او دور کنند. اسکندر که پی برده بود اسب از سایهٔ خودش می‌ترسد، فرصت خواست تا اسب را رام کند و سرانجام نیز موفق به انجام این کار شد. پلوتارک اظهار می‌کند که فیلیپ سرمست از نمایش شجاعانه و جاه‌طلبانهٔ پسرش، با چشمانی پر از اشک شوق او را می‌بوسد و می‌گوید: «پسرم، تو باید قلمرو وسیعی داشته باشی که کفاف بلندپروازی‌هایت را بدهد. مقدونیه برای تو خیلی کوچک است» و اسب را برای او می‌خرد. اسکندر نام بوکفالوس را بر اسب می‌گذارد که به معنای «گاوسر» است. بوکفالوس اسکندر را تا پاکستان امروزی حمل کرد و زمانی که بر اثر پیری در سن سی سالگی مرد، اسکندر شهر بوکفالا را به یاد او نامگذاری کرد.

### نوجوانی و آموزش

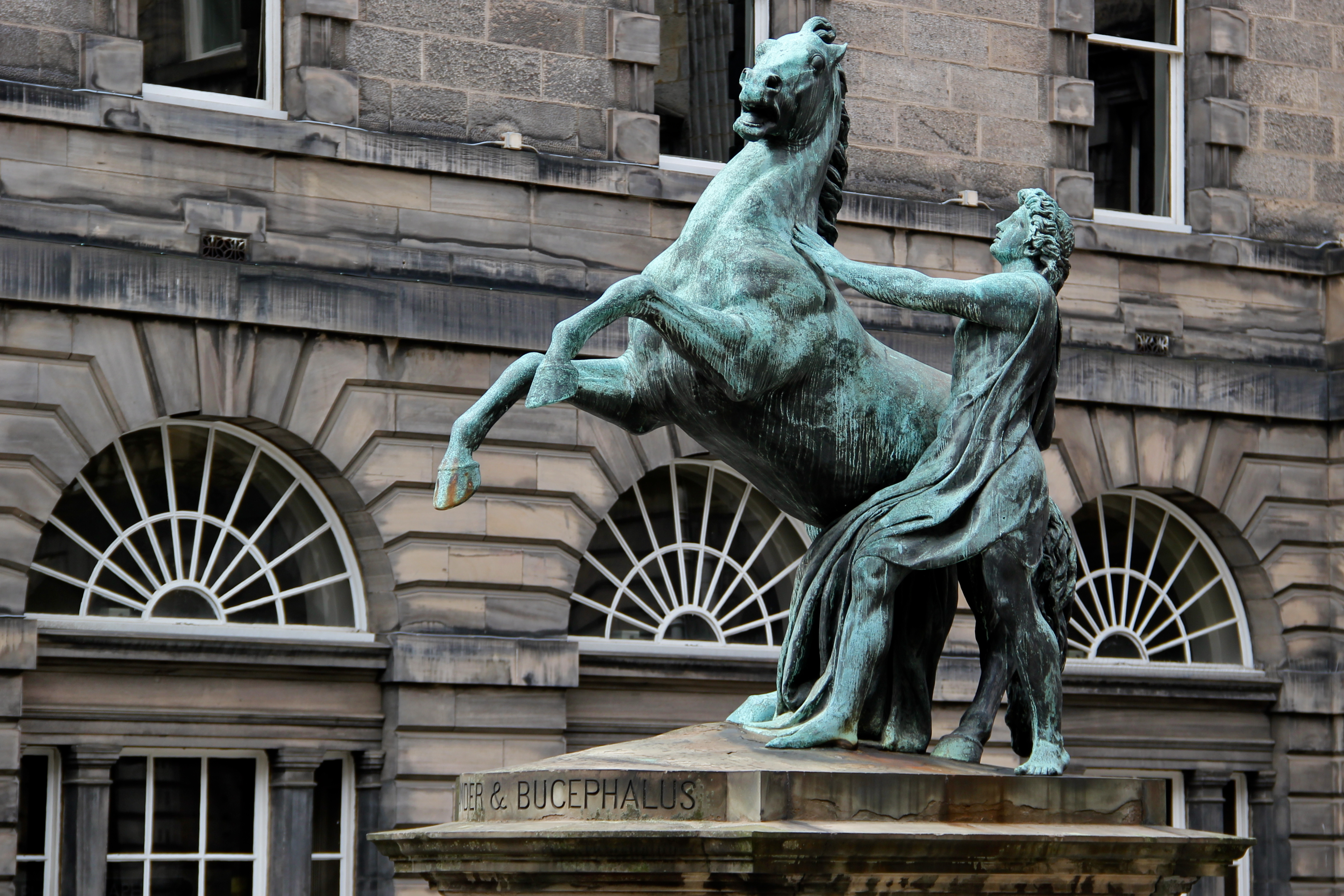
مجسمه‌ای در ادینبرو که اسکندر را در حال رام کردن بوکفالوس نشان می‌دهد.

اسکندر که سیزده ساله شد فیلیپ به دنبال یک مربی خصوصی برای او گشت و فرهیختگانی چون ایسوکراتس و اسپئوسیپوس را مد نظر گرفت و حتی اسپئوسیپوس پیشنهاد داد تا برای بر عهده گرفتن آموزش اسکندر، از ریاست آکادمی کناره‌گیری کند. فیلیپ در نهایت ارسطو را انتخاب کرد و معبد نیمف‌ها در میزا را به محل تشکیل کلاس‌های آنان اختصاص داد. در ازای آموزش اسکندر، فیلیپ متعهد شد که شهر استاگیرا، زادگاه ارسطو، را که روزگاری خودش ویران کرده بود از نو بسازد و شهروندان سابق آن را که بردگی گرفته شده بودند آزاد کند یا بخرد و آنان را دوباره در زادگاهشان اسکان دهد و نیز کسانی را که در تبعید به سر می‌بردند عفو کند.
میزا برای اسکندر و فرزندان نجیب‌زادگان مقدونیه، همچون بطلمیوس، هفستیون، و کاساندر همانند یک مدرسهٔ شبانه‌روزی بود. بسیاری از دانش‌آموزان میزا در آینده به دوستان و سرداران اسکندر مبدل شدند و اغلب از آنان با نام «ملازمان اسکندر» یاد می‌شود. ارسطو به اسکندر و ملازمانش علم طب، فلسفه، اخلاقیات، دین، منطق، و هنر آموزش داد. اسکندر تحت تربیت ارسطو به آثار هومر و به‌ویژه ایلیاد علاقه‌مند شد؛ ارسطو نسخه‌ای حاشیه‌نویسی‌شده از ایلیاد را به اسکندر داد و اسکندر در لشکرکشی‌هایش این کتاب را همواره به همراه داشت.

## وارث فیلیپ

### نیابت سلطنت و ترقی مقدونیه

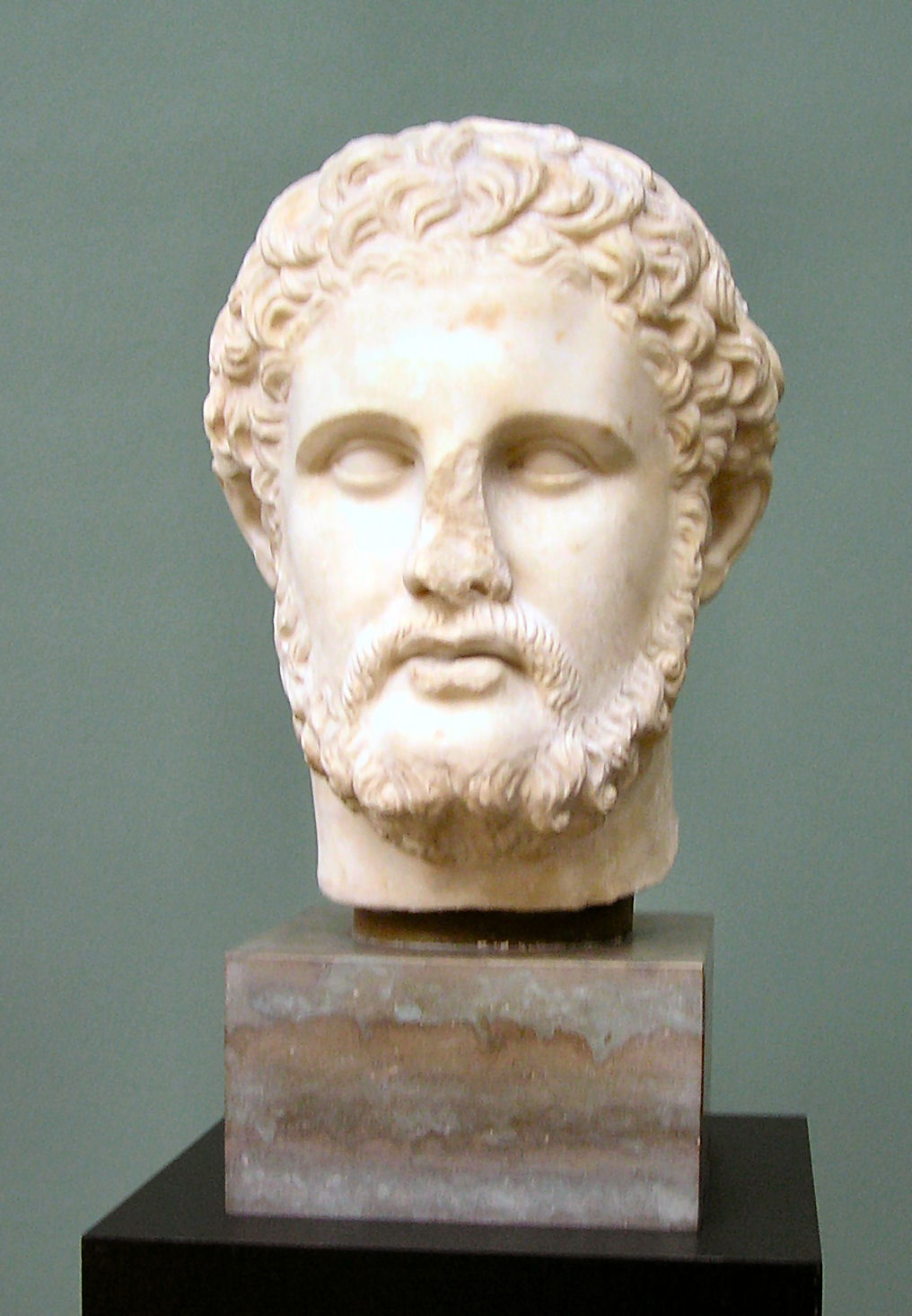
فیلیپ دوم مقدونیه، پدر اسکندر

آموزش اسکندر توسط ارسطو تا شانزده سالگی او طول کشید. فیلیپ درگیر جنگی علیه بیزانتیوم شد و به هنگام ترک مقدونیه، اسکندر را نایب‌السلطنه و ولیعهد خویش قرار داد. در نبود فیلیپ، قبیلهٔ تراکیانی مایدی سر به شورش برداشتند. اسکندر به‌سرعت واکنش نشان داد و شورشیان را از قلمروشان بیرون راند و به جایشان یونانیان را در آنجا اسکان داد و شهری به نام الکساندروپولیس بنیان نهاد.
فیلیپ که بازگشت، برای سرکوب شورش‌ها در تراکیهٔ جنوبی، اسکندر را در معیت سپاه کوچکی به منطقه اعزام کرد. گفته می‌شود اسکندر با دست زدن به عملیات نظامی علیه شهر یونانی پرینتهوس جان پدرش را نجات داده است. در همین گیرودار، اهالی شهر آمفیسا زمین‌هایی در نزدیکی دلفی را که نزد آپولون مقدس به‌شمار می‌آمدند آمادهٔ کشت کردند و این هتک حرمت این فرصت را به فیلیپ داد تا در امور یونان بیش از پیش دخالت کند. فیلیپ که همچنان در تراکیه به سر می‌برد، به اسکندر فرمان داد تا سپاهی جمع‌آوری کند و به عملیات نظامی در یونان دست بزند. اسکندر که نگران مداخلهٔ سایر دولت‌شهرهای یونانی بود، طوری وانمود کرد که گویی در حال مهیا شدن برای لشکرکشی به ایلیریا است. در این آشفته بازار ایلیریانی‌ها به مقدونیه هجوم آوردند اما اسکندر یورش آنان را دفع نمود.
در سال ۳۳۸ ق م، فیلیپ و سربازانش به سپاهیان اسکندر پیوستند تا از طریق ترموپیل به سمت جنوب پیشروی کنند. آنان پس از در هم شکستن مقاومت سرسختانهٔ پادگان تبی ترموپیل توانستند آن شهر را تسخیر کنند. فیلیپ و اسکندر به قصد اشغال شهر الاتیا به پیشروی‌شان ادامه دادند. شهر الاتیا به فاصلهٔ تنها چند روز پیاده‌نظام از هر دو شهر تب و آتن قرار داشت. اهالی آتن، به رهبری دموستن، به برقراری اتحاد با تب علیه مقدونیه رأی دادند. آتن از یک سو و فیلیپ از سویی دیگر نمایندگانی به تب فرستادند تا حمایت آن شهر را علیه دیگری جلب کنند. تبی‌ها پیشنهاد فیلیپ را رد کردند و پیشنهاد آتنی‌ها را پذیرفتند. فیلیپ به آمفیسا رفت و مزدورانی را که دموستن در آنجا اجیر کرده بود اسیر کرد و آمفیسا تسلیم شد. سپس فیلیپ به الاتیا بازگشت و آخرین پیشنهاد صلح را به آتن و تب ارائه داد اما هر دو این پیشنهاد را رد کردند.

### نبرد خایرونیا

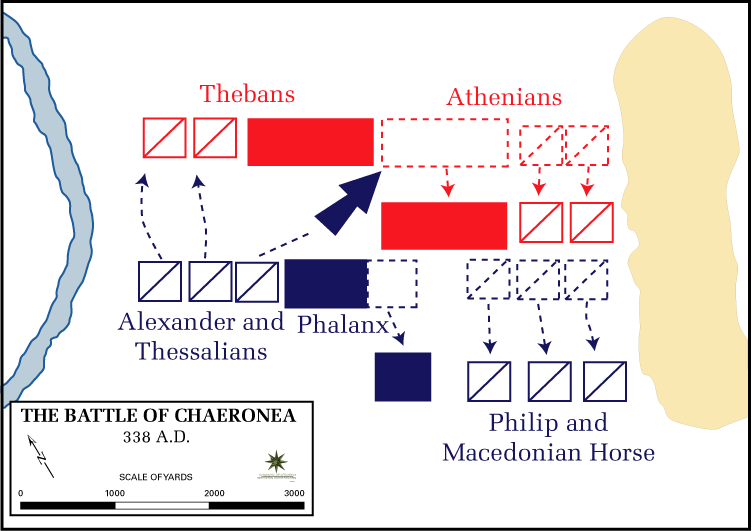
طرح آرایش طرفین درگیر در نبرد خایرونیا

همان‌طور که فیلیپ به سوی جنوب پیشروی می‌کرد، دشمنان او در خایرونیا، بئوسی راهش را سد کردند. در نبرد خایرونیا فیلیپ فرماندهی جناح راست سپاه را در دست داشت و اسکندر را به عنوان فرماندهٔ سواران مقدونی در جناح چپ، در مقابل دسته‌های فالانژ مقدس تب گماشت. بنا بر منابع تاریخی، هر دو طرف برای مدتی به‌سختی با یکدیگر جنگیدند. فیلیپ عامدانه به سربازانش دستور عقب‌نشینی داد تا سربازان آتنی آنان را دنبال کنند و در نتیجه خطوط سپاه دشمن از هم بپاشد. در جناح چپ، اسکندر سریعاً از معبر به وجود آمده در میان خطوط دشمن عبور کرده و ایشان را محاصره نمود. با از بین رفتن پیوستگی سپاه دشمن، فیلیپ به سربازانش فرمان داد که جلو بکشند و بدین ترتیب به‌سرعت دشمن را تار و مار کرد. با شکست خوردن آتنی‌ها، تبی‌ها تنها و در محاصره ماندند و در نهایت، آنان نیز مغلوب شدند.
فیلیپ و اسکندر پس از پیروزی در نبرد خایرونیا بی‌دردسر در پلوپونز پیشروی کردند و مورد استقبال تمامی شهرها قرار گرفتند. اگرچه وقتی به اسپارت رسیدند مورد بی‌مهری قرار گرفتند ولی به جنگ نیز متوسل نشدند. فیلیپ در کورنت بین اکثر دولت‌شهرهای یونانی به‌جز اسپارت یک «اتحادیهٔ هلنی» برقرار کرد و خود را هژمون (فرمانده اعظم) این اتحادیه نامید و طرح‌هایش برای حمله به شاهنشاهی هخامنشی را علنی کرد.

### تبعید و بازگشت
فیلیپ که به پلا بازگشت، عاشق کلئوپاترا ائورودیکه، برادرزادهٔ یکی از سردارانش به نام آتالوس شد و با او ازدواج کرد. این وصلت موقعیت اسکندر را به عنوان وارث تخت و تاج متزلزل می‌ساخت زیرا که پسر کلئوپاترا ائورودیکه، یک مقدونیه‌ای با خون پاک و اصیل در نظر گرفته می‌شد حال آنکه اسکندر نیمه مقدونی بود (مادر اسکندر یونانی بود). در مراسم عروسی، آتالوس در حالی که سیاه‌مست بود با صدای بلند از درگاه خدایان خواست که حاصل این وصلت، وارثی مشروع برای سلطنت باشد.
در مراسم عروسی کلئوپاترا، همانکس که فیلیپ عاشقش شده بود و با او ازدواج نیز کرد، عموی کلئوپاترا، آتالوس، در حالت سیاه‌مستی از مقدونیان خواست که به درگاه خدایان دعا کنند تا از بطن برادرزاده‌اش جانشینی مشروع و حلال‌زاده برای تاج و تخت به آنان ببخشایند. این امر خشم اسکندر را برانگیخت به نحوی که یکی از جام‌ها را به سوی سر آتالوس پرتاب کرد و گفت «ای رذل، مرا حرامزاده می‌خوانی؟» فیلیپ جانب آتالوس را گرفت و از جایش بلند شد و خواست به سمت پسرش برود که، از بخت خوب هر دویشان، به خاطر دستپاچگی زیاد یا بر اثر بدمستی پایش لیز خورد و با سر روی زمین فرود آمد. اسکندر به نحو ملامت‌باری پدرش را مورد اهانت قرار داد و گفت: «ببینید، مردان، ببینید چه کسی می‌خواهد از اروپا به آسیا بتازد، مردی که از میزی به میز دیگر تلو تلو می‌خورد»— توصیف خصومت پیش آمده در مراسم ازدواج فیلیپ از زبان پلوتارک
اسکندر همراه مادرش از مقدونیه گریخت. مادرش را نزد دایی‌اش (دایی اسکندر)، الکساندر یکم اپیروس در دودونا برد و خودش به ایلیریا رفت و از پادشاه آنجا پناه خواست. با وجود آنکه اسکندر چند سال پیش پادشاه ایلیریا را طی نبردی مغلوب کرده بود اما به او پناه دادند و همچون یک مهمان از او پذیرایی کردند. اما فیلیپ هرگز نمی‌خواست که پسرش را که آن همه تعلیم نظامی و سیاسی دیده بود به همین سادگی از دست بدهد. این چنین بود که با تلاش‌های یکی از دوستان خانوادگی‌شان به نام دماراتوس میان فیلیپ و اسکندر وساطت کردند و اسکندر پس از شش ماه دوری، دوباره به مقدونیه بازگشت.
سال بعد، پیکسوداروس، ساتراپ ایرانی کاریا، پیشنهاد کرد که بزرگ‌ترین دخترش را به عقد برادر ناتنی اسکندر، فیلیپ آریدایوس، درآورد. المپیاس و چند تن از دوستان اسکندر به او تلقین کردند که این موضوع حاکی از قصد فیلیپ برای وارث قرار دادن آریدایوس به جای اوست. اسکندر بازیگری به نام تسالوس از اهالی کورنت را به نزد پیکسوداروس فرستاد تا به او بگوید که او نباید دخترش را به عقد پسر نامشروع فیلیپ درآورد و به جایش اسکندر را انتخاب کند. فیلیپ که از موضوع باخبر شد، مذاکرات را متوقف کرد و اسکندر را به خاطر تمایلش برای ازدواج با دختر یک کاریایی مورد شماتت قرار داد و اظهار کرد که عروس بهتری را برای او در نظر داشته است. فیلیپ چهار تن از دوستان اسکندر به نام‌های هارپالوس، نئارخوس، بطلمیوس، و اریگیوس را تبعید کرد و به اهالی کورنت دستور داد تا تسالوس را در غل و زنجیر کنند و به او تحویل دهند.

## پادشاه مقدونیه

### رسیدن به قدرت
در سال ۳۳۶ پ. م در مراسم عروسی کلئوپاترا، دختر المپیاس و فیلیپ، با برادر المپیاس، الکساندر یکم اپیروس، در آیگای فیلیپ توسط سردستهٔ محافظانش به نام پاوسانیاس کشته شد. پاوسانیاس به هنگام فرار پایش به یک گیاه پیچکی گیر کرد و زمین‌خورد و تعقیب‌کنندگانش او را کشتند. دو تن از ملازمان اسکندر به نام‌های پردیکاس و لئوناتوس نیز در میان تعقیب‌کنندگان پاوسانیاس بودند. اشراف و فرماندهان نظامی، اسکندر را در حالی که بیست سال بیشتر نداشت شاه جدید مقدونیه خواندند.

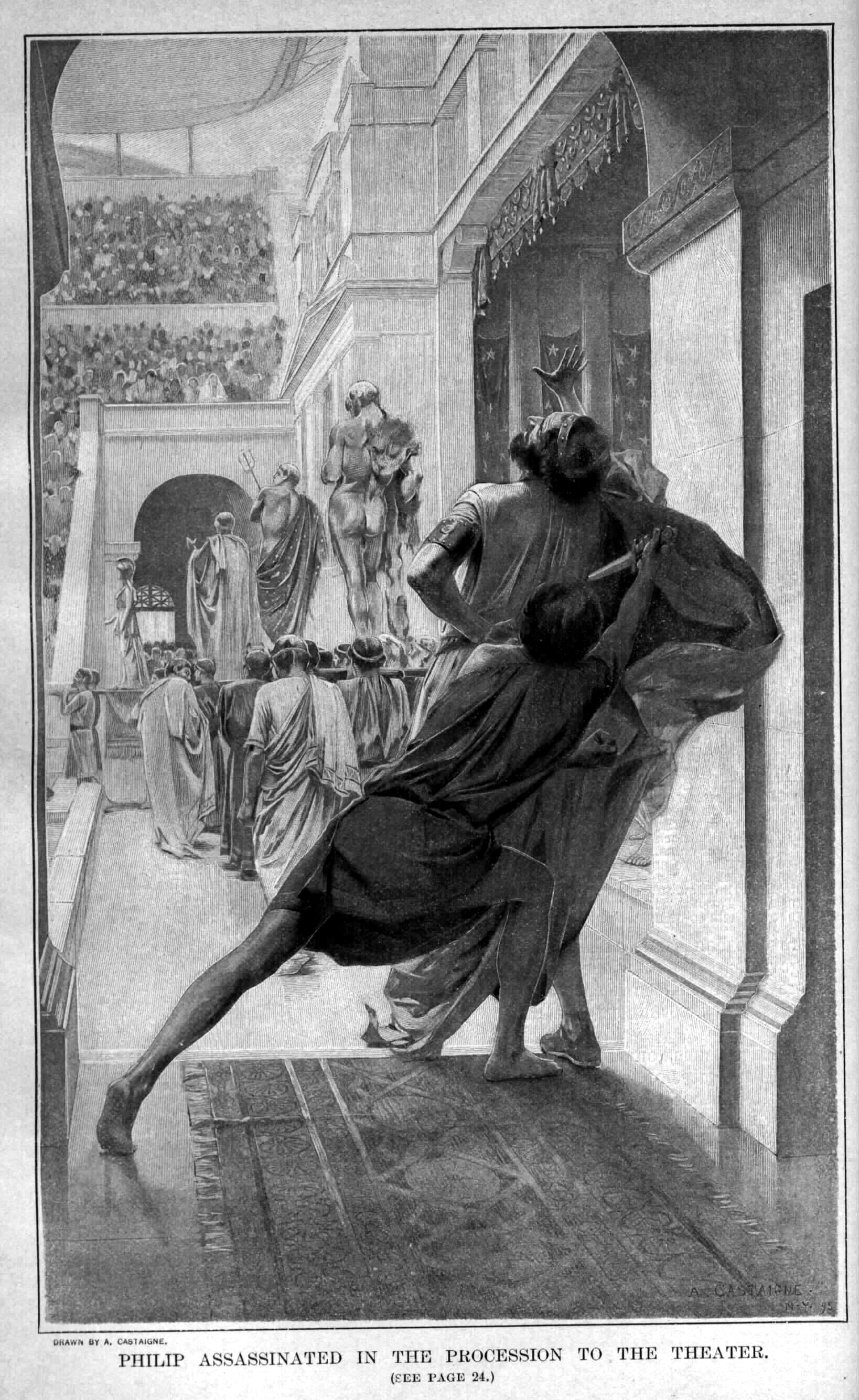
پاوسانیوس فیلیپ دوم، پدر اسکندر را در حین حرکت خود به تئاتر ترور کرد

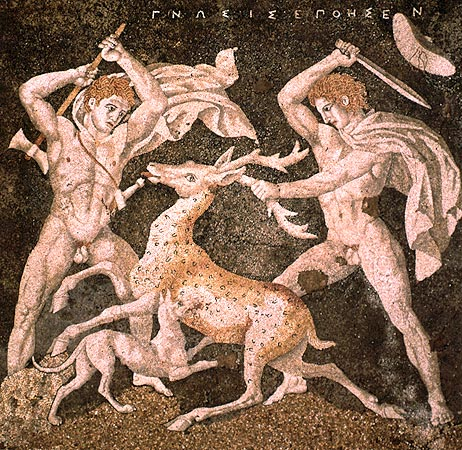
نشان موزائیک شکار گوزن، ۳۰۰ پیش از میلاد، از پلا. شکل سمت راست احتمالاً اسکندر مقدونی است. شکل سمت چپ با تبر دو لبه (مرتبط با هفایستوس) که شاید یکی از یاران وفادار اسکندر باشد.

### تحکیم قدرت
اسکندر سلطنتش را با از میان برداشتن رقبای بالقوه‌اش در راه دستیابی به تخت و تاج آغاز کرد. اسکندر دستور داد که پسرعمویش، آمونتاس چهارم، را اعدام کنند. او همچنین دو تن از شاهزادگان مقدونی از منطقهٔ لونکستیس را کشت اما شاهزادهٔ سوم، الکساندر لونکستیس، را امان داد. المپیاس نیز دستور داد کلئوپاترا ائورودیکه (همسر فیلیپ) و دخترش ائوروپا (دختر فیلیپ و کلئوپاترا ائوریدیکه) را زنده زنده بسوزانند. اسکندر که از این موضوع باخبر شد، بسیار عصبانی شد. اسکندر نیز دستور قتل آتالوس، فرمانده گارد پیشروی ارتش در آسیای صغیر و عموی کلئوپاترا، را صادر کرد. آتالوس در آن زمان دربارهٔ احتمال پشت کردن به مقدونیه و پیوستن به آتن با دموستن نامه‌نگاری می‌کرد. همچنین آتالوس پیشتر در جریان مراسم عروسی فیلیپ با کلئوپاترا شدیداً به اسکندر توهین کرده بود و پس از ماجرای زنده زنده سوزاندن کلئوپاترا، اسکندر زنده ماندن آتالوس را بسیار خطرناک می‌پنداشت. اسکندر از خون برادر ناتنی‌اش، آریدایوس، گذشت. بنا بر تمامی روایت‌های تاریخی، آریدایوس در آن زمان از نظر ذهنی معلول شده بود. علت معلولیت او احتمالاً زهری بوده که المپیاس به او خورانده بود.
با شنیدن خبر مرگ فیلیپ، بسیاری از دولت‌شهرها سر به شورش برداشتند. تب، آتن، تسالی، و قبائل تراکیایی شمال مقدونیه در میان شورشیان بودند. خبر این شورش‌ها که به اسکندر رسید، به‌سرعت واکنش نشان داد. اگرچه به اسکندر توصیه کرده بودند که راه دیپلماسی را در پیش گیرد، اما او سواره‌نظامی متشکل از سه هزار مرد جنگی جمع‌آوری کرد و به جنوب به سوی تسالی لشکر کشید. اسکندر پی برد که ارتش تسالی گذرگاه بین کوه المپ و کوه اوسا را اشغال کرده است لذا به سربازانش دستور داد که از روی کوه اوسا بگذرند. روز بعد که سپاهیان تسالی از خواب برخاستند، اسکندر و سواره‌نظامش را در عقب خود دیدند؛ بی‌درنگ تسلیم شدند و سواره‌نظامشان را در اختیار اسکندر قرار دادند. اسکندر برای سرکوب سایر شورش‌ها همچنان به حرکتش به سوی جنوب ادامه داد و این بار به سمت پلوپونز حرکت کرد.
اسکندر در ترموپیل توقف کرد و در آنجا خود را به عنوان رهبر اتحادیهٔ آمفیکتوئونی مورد تأیید قرار داد و سپس به سمت کورنت حرکت کرد. آتن تقاضای صلح کرد و اسکندر شورشیان را مورد عفو قرار داد. دیدار مشهور اسکندر با دیوژن کلبی در مدت اقامت او در کورنت رخ داد. وقتی اسکندر به دیوژن گفت که «هرچه می‌خواهی از من بخواه» دیوژن فیلسوف با لحن تحقیرکننده‌ای از اسکندر خواست که اندکی کنار برود و جلو نور خورشید را نگیرد. اسکندر از پاسخ دیوژن محظوظ شد و گفته می‌شود که جواب داده است «براستی که اگر اسکندر نبودم، دوست داشتم دیوژن باشم». در کورنت اسکندر به لقب هژمون (رهبر) مفتخر شد و همانند پدرش، فیلیپ، به عنوان فرمانده جنگ قریب‌الوقوع با هخامنشیان انتخاب شد. همچنین در کورنت بود که خبر شورش تراکیایی‌ها به او رسید.

### نبرد بالکان
پیش از لشکرکشی به آسیا، اسکندر می‌خواست مرزهای شمالی‌اش را ایمن کند تا از این بابت آسوده‌خاطر باشد. در بهار سال ۳۳۵ ق م، به طرف شمال رفت تا چندین شورش شکل‌گرفته را سرکوب کند. او از آمفیپولیس شروع کرد و سپس به سمت شرق و به کشور «مستقل تراکیایی‌ها» رفت. در کوه‌های هایموس ارتش مقدونیه به نیروهای تراکیان که در پشت ارتفاعات مستقر شده بودند حمله کرد و شکستشان داد. مقدونیان به درون قلمرو تریبالی پیشروی کردند و ارتش آنان را در نزدیکی رود لوگینوس مغلوب ساختند. سپس به طرف رود دانوب حرکت کردند و با قبیلهٔ گتای که در آنسوی رود مستقر شده بودند روبه‌رو شدند. اسکندر با عبور دادن سپاهیانش از عرض رودخانه در شب، دشمن را غافلگیر کرد و پس از بروز اولین زدوخورد مابین سواره‌نظام‌ها، دشمن مجبور به عقب‌نشینی شد. پس از آن اسکندر باخبر شد که کلیتوس، پادشاه ایلیریا، و گلاوکیاس، پادشاه تاولانتی، ضد او علم مخالف برکشیده‌اند. اسکندر سپاهش را به سمت غرب به حرکت درآورد و هر دو فرمانروا را مجبور کرد که به همراه سربازانشان بگریزند و بدین ترتیب هر دو شورش را خواباند. اسکندر با نایل شدن به این پیروزی‌ها مرزهای شمالی قلمروش را مستحکم و ایمن ساخت.
وقتی اسکندر به شمال لشکر کشیده بود، تبی‌ها و آتنی‌ها بار دیگر دست به شورش زدند. اسکندر بدون فوت وقت به جنوب رفت. با وجود آنکه سایر شهرها نسبت به جنگ با اسکندر مردد بودند، تبی‌ها تصمیم به جنگ گرفتند. مقاومت تبی‌ها دوام نیاورد و اسکندر شهر تب را با خاک یکسان کرد و قلمروش را مابین سایر شهرهای بئوسیایی تقسیم کرد. فرجام تب، آتنی‌ها را ترساند و از جنگ منصرفشان کرد. بدین ترتیب موقتاً در یونان صلح برقرار شد و اسکندر با انتخاب آنتیپاتر به عنوان نایب‌السلطنهٔ خود، برای جهانگشایی عازم آسیا شد.

## سالشمار جنگ‌های اسکندر با هخامنشیان
|       | نبرد گرانیک |
| نتیجه | در سال ۳۳۴ پیش از میلاد اسکندر مقدونی به آسیا لشکرکشی می‌کند و سپاه هخامنشیان در تنگه داردانل شکست می‌خورد. |
|       | نبرد ایسوس |
| نتیجه | در سال ۳۳۳ پیش از میلاد در نبرد ایسوس ارتش اسکندر مقدونی، قوای هخامنشیان به فرماندهی داریوش سوم را شکست می‌دهد. |
|       | نبرد گوگمل |
| نتیجه | در سال ۳۳۱ پیش از میلاد قوای هخامنشیان به وسیله اسکندر مقدونی در جنگ گوگمل در شرق موصل امروزی شکست سنگینی متحمل می‌شوند. |
|       | نبرد دربند پارس |
| نتیجه | در سال ۳۳۰ پیش از میلاد آریوبرزن و همراهانش مانع ورود سپاهیان اسکندر به پارسه می‌شوند. سرانجام چوپان یا کشاورزی محلی، راهی را برای دورزدن گذرگاه به اسکندر نشان می‌دهد که به وسیله آن تمام قوای هخامنشی در پی این هجوم غافلگیرانه کشته می‌شوند.                         |
|       | مرگ داریوش سوم |
| نتیجه | در سال ۳۳۰ پیش از میلاد داریوش سوم کشته شده و هگمتانه فتح می‌شود، همچنین تخت جمشید به وسیله اسکندر مقدونی ویران شده و حکومت هخامنشیان پایان می‌پذیرد. |
|       | لشکرکشی به شرق |
| نتیجه | از سال ۳۳۰ تا ۳۲۸ پیش از میلاد اسکندر مقدونی به شمال شرق و شرق ایران لشکرکشی می‌کند و تعدادی شهر تحت عنوان اسکندریه، بنا می‌نماید. همچنین تعدادی از ایرانیان توسط اسکندر به عنوان ساتراپ انتصاب می‌شوند و برخی از فرماندهان ایرانی در ارتش اسکندر مشغول به کار می‌گردند. |

## تسخیر شاهنشاهی هخامنشی

### آسیای صغیر
در سال ۳۳۴ پیش از میلاد اسکندر با ارتشی مشتمل بر حدوداً ۴۸٬۰۰۰ سرباز پیاده، ۶٬۱۰۰ سوار و ۱۲۰ کشتی جنگی با ۳۸٬۰۰۰ خدمه از تنگهٔ داردانل گذشت. برخی از سربازان از اهالی مقدونیه و دولت‌شهرهای یونانی بودند؛ برخی مزدور بودند و اجیر شده بودند؛ برخی نیز رعایایی بودند که از مزارع اربابان تراکیه، پایونیا، و ایلیریا جمع‌آوری شده بودند. اسکندر با پرتاب یک نیزه به خاک آسیا و بیان این مطلب که او آسیا را به عنوان هدیه‌ای از جانب خدایان قبول کرده است، نیتش برای تسخیر سرتاسر شاهنشاهی هخامنشیان را آشکار کرد. همچنین این امر اشتیاق اسکندر به جنگ را در قیاس با ترجیح پدرش به دیپلماسی به‌خوبی نمایان می‌ساخت. اسکندر پس از کسب اولین پیروزی در برابر ایرانیان در نبرد گرانیک، تسلیم شهر سارد و خزانهٔ آن را پذیرفت و به حرکتش در امتداد ساحل ایونیا ادامه داد. اسکندر شهر هالیکارناس واقع در کاریا را با موفقیت محاصره کرد و سرانجام توانست دشمنانش، کاپیتان ممنون رودسی و ساتراپ ایرانی کاریا به نام اورونتوباتس، را مجبور به عقب‌نشینی از راه دریا کند. اسکندر حکمرانی بر کاریا را به آدا، که اسکندر را به فرزندخواندگی پذیرفته بود، واگذار کرد.
اسکندر حرکتش را از هالیکارناس به سوی سرزمین کوهستانی لیکیه و دشت پامفیلیه ادامه داد. او بر در دست داشتن کنترل تمامی شهرهای ساحلی اصرار می‌ورزید تا از پهلو گرفتن ناوگان دریایی ایرانیان جلوگیری کند. از پامفیلیه به سوی ساحل هیچ بندر مهمی وجود نداشت لذا اسکندر به سوی نواحی داخلی و بدور از ساحل حرکت کرد. در حالی که از یورش بردن به ترمسوس با تمام قوا و به صورت غافلگیرانه اجتناب ورزید اما در آن شهر توانست دشمنش را به‌آسانی از پای درآورد. اسکندر در گردیوم، پایتخت فریگیهٔ باستان، گره گوردی را که تا آن زمان ناگشودنی می‌نمود گشود؛ شاهکاری که گفته می‌شد تنها از دست «پادشاه آتی آسیا» بر می‌آید. بنا بر افسانه‌ها، اسکندر اعلام کرد که نحوهٔ گشودن گره اهمیت ندارد فلذا آن را با یک ضربهٔ شمشیر برید.

### شام

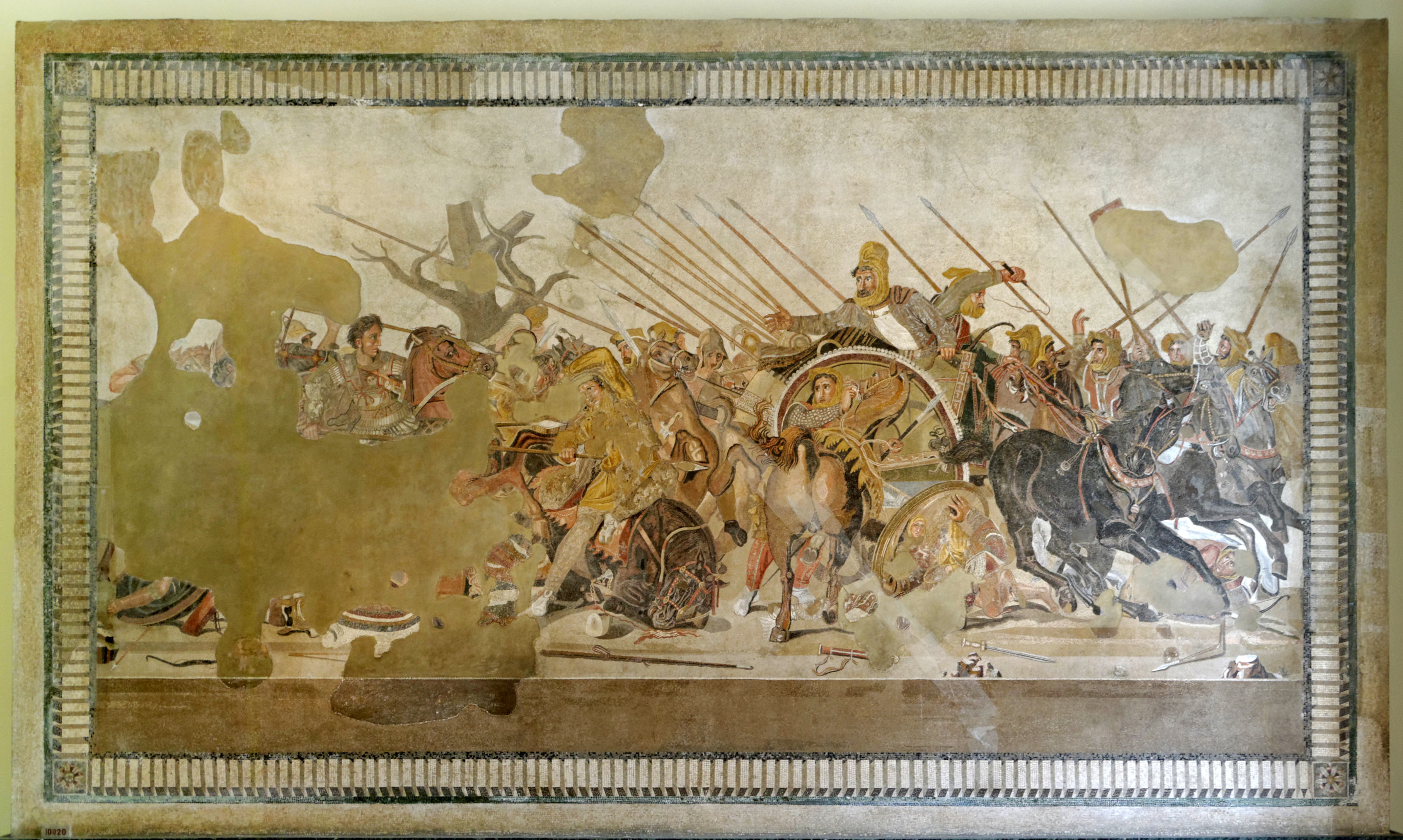
جزئیات موزائیک اسکندر که نبرد ایسوس را به تصویر کشیده است، خانه فائون، پمپئی.

سپاهیان اسکندر پس از سپری کردن زمستان، در سال ۳۳۳ ق م از دروازه‌های کیلیکیه گذشتند و در ماه نوامبر با سپاه اصلی ایران تحت فرماندهی داریوش سوم، شاهنشاه ایران، مصاف دادند. اسکندر در نبرد ایسوس شکست سختی را به داریوش تحمیل کرد و داریوش به‌ناچار از میدان جنگ گریخت و همسرش، دخترانش، مادرش، سیسیگامبیس، و خزانه‌ای افسانه‌ای را پشت سرش رها کرد. با گریختن داریوش از میدان جنگ، سپاه ایران نیز از هم پاشید. داریوش با ارائهٔ پیشنهاد باج ۱۰٬۰۰۰ هزار تالانی برای آزادسازی خانواده‌اش و نیز بخشیدن تمام سرزمین‌هایی که اسکندر تا آن زمان به دست آورده بود خواستار انعقاد پیمان صلح شد. اسکندر پاسخ داد از آنجا که اکنون او شاه آسیاست، تصمیم‌گیری دربارهٔ تقسیمات ارضی تنها بر عهدهٔ اوست.
اسکندر برای در دست گرفتن کنترل سوریه و اکثر نواحی ساحلی شام به لشکرکشی‌هایش ادامه داد. او سال بعد مجبور شد که به صور حمله کند و پس از یک محاصرهٔ طولانی و طاقت‌فرسا سرانجام توانست آن شهر را نیز تسخیر کند. اسکندر مردانی را که به سن جنگ رسیده بودند از دم تیغ گذراند و زنان و کودکان را نیز به بردگی فروخت.

### مصر

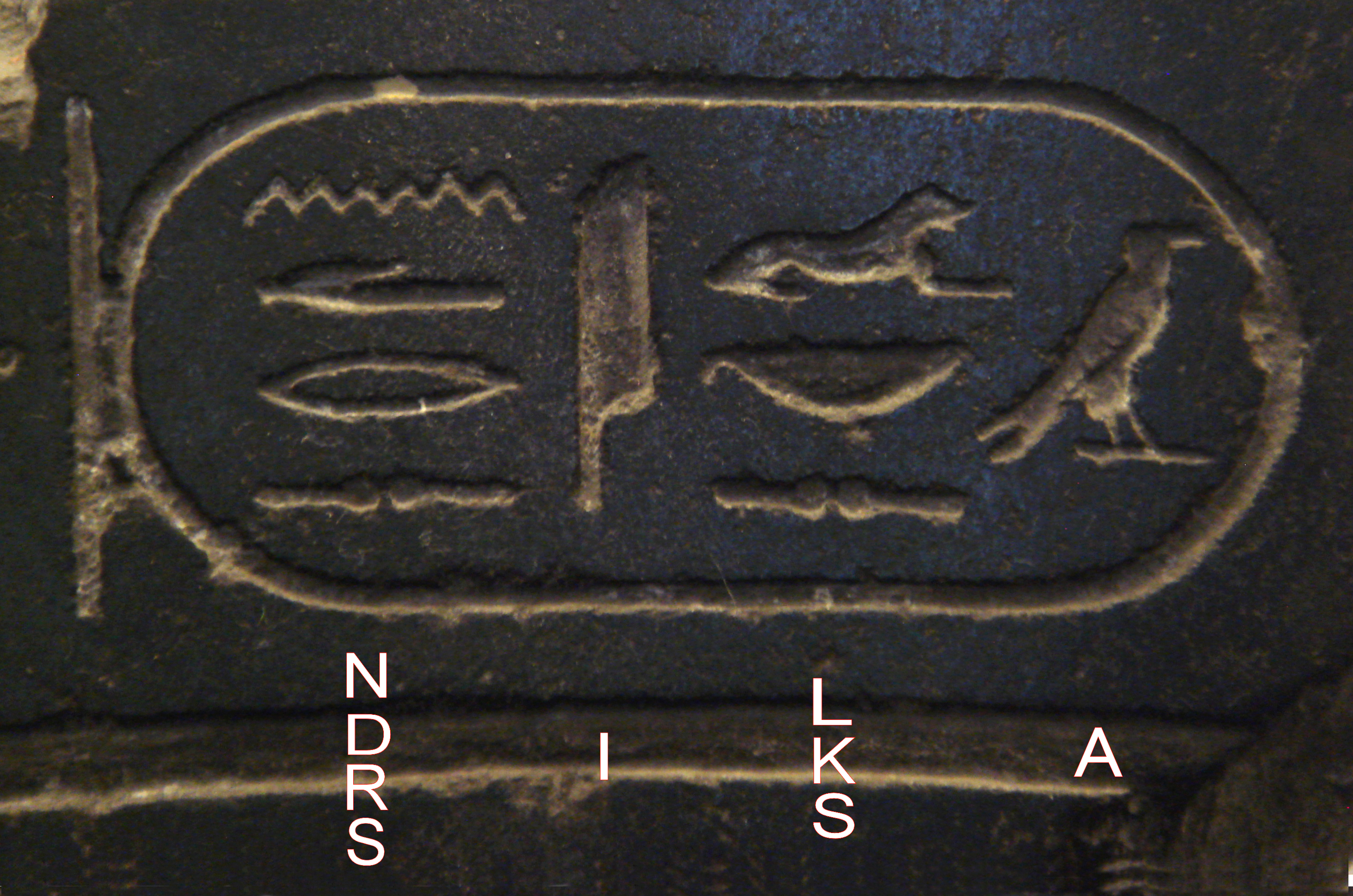
نام اسکندر کبیر به هیروگلیف مصری (از راست به چپ) در حدود سال ۳۳۰ ق م در موزهٔ لوور

پس از آنکه اسکندر صور را ویران کرد، اکثر شهرهایی که بر سر راه مصر قرار داشتند بی‌درنگ تسلیم شدند، به‌جز غزه. دژ غزه بر روی یک تپه ساخته شده و به‌خوبی مستحکم و مسلح شده بود؛ بنابراین تصرف آن مستلزم محاصرهٔ آن بود. پس از سه بار دفع حمله، سرانجام دژ تاب مقاومت نیاورد و سقوط کرد اما این امر تنها زمانی میسر شد که شانهٔ اسکندر به‌شدت زخم برداشته بود. همچون صور، در غزه نیز مردانی را که به سن جنگ رسیده بودند قتل‌عام کردند و زنان و کودکان را به بردگی فروختند.
در عوض اورشلیم به نشانهٔ تسلیم دروازه‌هایش را به روی سپاهیان اسکندر گشود؛ و بنا بر یوسفوس، پیشگویی کتاب دانیال (احتمالاً فصل هشتم) را به او نشان دادند که به توصیف تسخیر شاهنشاهی ایران به دست یک شاه مقتدر یونانی می‌پردازد. اسکندر از خون اهالی اورشلیم گذشت و به جنوب و به سوی مصر حرکت کرد.
اسکندر در سال۳۳۲ ق م در مصر پیشروی کرد و در آنجا به عنوان یک ناجی مورد استقبال قرار گرفت. او را در واحهٔ سیوا واقع در صحرای لیبی، «ارباب جدید عالم» و پسر آمون خواندند. از این زمان به بعد، اسکندر اغلب از زئوس-آمون به عنوان پدر حقیقی خود یاد می‌کرد و سکه‌هایی که متعاقباً ضرب شدند اسکندر را با شاخ‌های قوچ که نشانهٔ الوهیت بود، به تصویر کشیدند. در مدت اقامتش در مصر شهر اسکندریه را بنیان نهاد که در آینده به پایتخت باشکوه دودمان بطالسه مبدل شد.

### آشور و بابل
اسکندر در سال ۳۳۱ ق م مصر را ترک و به سمت بین‌النهرین حرکت کرد و در نبرد گوگمل بار دیگر داریوش را شکست داد. داریوش بار دیگر از میدان جنگ گریخت و اسکندر او را تا اربیل تعقیب کرد. نبرد گوگمل آخرین و سرنوشت‌سازترین رویارویی بین اسکندر و داریوش بود. داریوش از راه کوهستان به هگمتانه فرار کرد و اسکندر بابل را تسخیر کرد.
رویدادنامهٔ ستاره‌شناسی بابل، می‌گوید «پادشاه جهان، اسکندر» پیش از عزیمت به شهر، پیش‌آهنگان خود را با پیغامی برای مردم بابل می‌فرستد؛ «من به خانه‌های شما داخل نخواهم شد».

### پارس

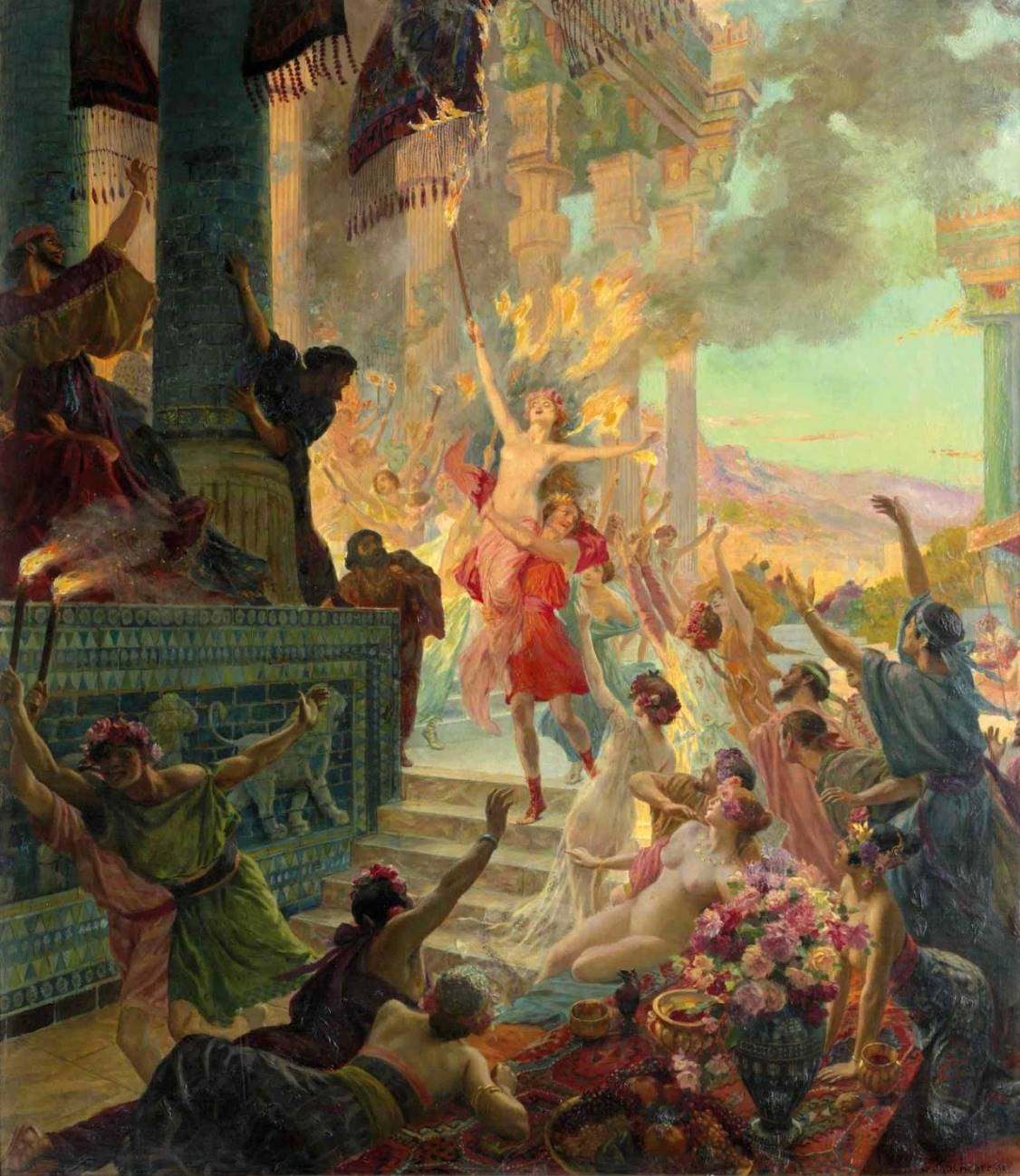
اسکندر در حال بلند کردن تائیس برای آتش زدن پرسپولیس اثر جرج روچه گروس، ۱۸۹۰ میلادی.

اسکندر از بابل به شوش، که یکی از پایتخت‌های هخامنشیان به‌شمار می‌آمد، رفت و ثروت افسانه‌ای آن شهر را از آن خود کرد. او قسمت اعظم سپاه خود را از طریق راه شاهی به پایتخت تشریفاتی ایرانیان، تخت جمشید، فرستاد و خود با سربازانی دست‌چین‌شده از مسیر مستقیم رهسپار آن شهر شد. از آنجا که گذرگاه دربند پارس توسط آریوبرزن و سپاهیانش مسدود شده بود، اسکندر ناچار شد به آن گذرگاه یورش ببرد. اسکندر با در هم شکستن مقاومت آریوبرزن، با عجله خود را به تخت جمشید رساند تا مبادا سربازان ایرانی مستقر در آن شهر، خزانه‌اش را غارت کنند. اسکندر با ورود به تخت جمشید به سپاهیانش اجازه داد تا چندین روز به غارت شهر بپردازند. او پنج ماه در تخت جمشید اقامت کرد و در این هنگام بود که قسمت شرقی کاخ خشایارشا آتش گرفت و به باقی نقاط شهر گسترش یافت. دلایل مختلفی از جمله بدمستی یا انتقام عمدی آتش‌سوزی آکروپولیس در جنگ دوم یونانیان با ایرانیان را عامل بروز این حادثه دانسته‌اند.

### سقوط شاهنشاهی و شرق
اسکندر در تعقیب داریوش ابتدا به ماد و سپس پارت رفت. سرنوشت شاهنشاه ایران دیگر دست خودش نبود و توسط بسوس، ساتراپ ایرانی باختر، دستگیر شد. با نزدیک شدن اسکندر، بسوس دستور داد تا شاهنشاه ایران را به ضرب چاقو از پای درآورند و آنگاه خود را اردشیر پنجم، جانشین داریوش، خواند. سپس به آسیای مرکزی عقب کشید تا جنگی چریکی علیه اسکندر به راه بیندازد. اسکندر بقایای داریوش را طی مراسمی شاهانه و شکوهمند در نزدیکی مقبرهٔ نیاکانش به خاک سپرد. اسکندر همچنین مدعی شد که داریوش در لحظهٔ جان سپردن او را به عنوان جانشینش برگزیده است. اما معمولاً مورخان مرگ داریوش را پایان کار شاهنشاهی هخامنشیان قلمداد می‌کنند.
اسکندر، بسوس را غاصب می‌پنداشت و عزم کرد که او شکست دهد. این لشکرکشی که در ابتدا به منظور شکست بسوس انجام گرفت، به سیاحتی عظیم در آسیای مرکزی مبدل گشت. اسکندر رشته‌ای از شهرهای جدید تأسیس کرد که همگی اسکندریه نامیده شدند: از جمله قندهار امروزی در افغانستان و اسکندریه اسخاته در تاجیکستان امروزی. اسکندر در طول این لشکرکشی از ماد، پارت، هریوا (غرب افغانستان)، زرنگ، رخج (جنوب و مرکز افغانستان)، باختر (شمال و مرکز افغانستان)، و سکائستان گذر کرد.
اسپنتمان، که سمتی نامعلوم در ساتراپی سغد داشت، در سال ۳۲۹ ق م به بسوس خیانت کرد و او را به بطلمیوس، از ملازمان معتمد اسکندر، لو داد و بسوس اعدام شد. با وجود این، بعدها وقتی اسکندر در سیردریا مشغول رسیدگی به تاخت و تاز یک ارتش ایلیاتی سواره بود، اسپنتمان اهالی سغد را به شورش برانگیخت. اسکندر شخصاً سغدیان را در نبرد سیردریا مقهور ساخت و بلافاصله به عملیاتی علیه اسپنتمان دست زد و در نبردی موسوم به گابای او را شکست داد. پس از این شکست، اسپنتمان را افراد خودش به قتل رساندند و سپس درخواست صلح کردند.

### مشکلات و توطئه‌ها

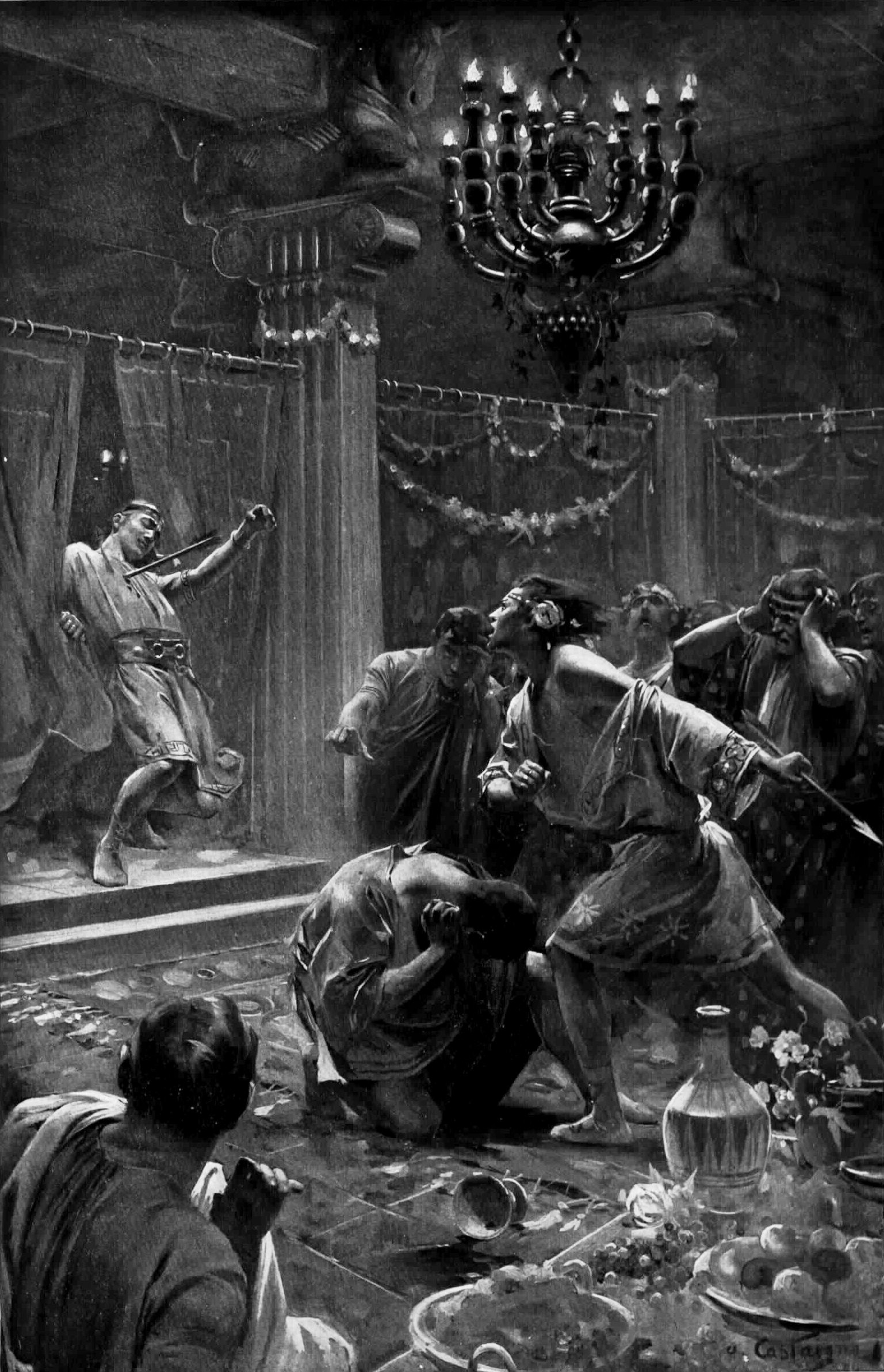
اسکندر کلیتوس را می‌کشد، اثر آندره کاستنی.

در این هنگام، اسکندر خود را به لقب «شاهنشاه» مفتخر نموده و برخی از نمودهای پوششی و رسوم ایرانی را در دربارش به کار گرفته بود؛ به‌ویژه رسم پروسکونسیس یا بوسیدن نمادین دست یا به خاک افتادن و سجده کردن که ایرانیان در مقابل مقامات مافوق خود انجام می‌دادند. یونانیان این نوع رفتار را تنها در مقابل خدایان جایز می‌شمردند و معتقد بودند که اسکندر با الزامی‌کردن این گونه رفتارها در مقابل خود، خود را خدا پنداشته است. این امر به قیمت روی برگرداندن بسیاری از مقدونیان از او تمام شد اما مآلاً اسکندر از این گونه رفتارها دست شست.
توطئه‌ای برای گرفتن جان اسکندر برملا شد و یکی از افسرانش، فیلوتاس، به خاطر اینکه نتوانسته بود اسکندر را از این خطر آگاه کند، کشته شد. مرگ پسر مستلزم مرگ پدر بود و در نتیجه پارمنیون که مسئول حفاظت از خرانه در هگمتانه بود به قتل رسید تا جلو هرگونه تلاش برای انتقام گرفته شود. اما شرم‌آورتر از همه اینکه اسکندر شخصاً مردی را کشت که جانش را در نبرد گرانیک نجات داده بود. این امر در حین مشاجره‌ای شدید و در حال مستی در ماراکاندا (سمرقند امروزی در ازبکستان) روی داد و در آن کلیتوس سیاه، اسکندر را به ارتکاب چند اشتباه متهم کرد که مهم‌ترین‌شان از یاد بردن راه و روش مقدونیایی زندگی و اتخاذ شیوهٔ فاسد زندگی شرقی بود.
بعداً و در هنگام لشکرکشی به آسیای میانه، توطئه‌ای دیگر ضد جان اسکندر برملا شد که به تحریک پیشخدمتان خود او صورت گرفته بود. پای تاریخ‌نگار رسمی او، کالیستنس اهل اولونتوس، نیز به میان کشیده شد. با این همه مورخان هنوز دربارهٔ دخیل بودن یا نبودن او به اجماع نرسیده‌اند. کالیستنس با رهبری کردن مخالفان رسم پروسکونسیس، از چشم اسکندر افتاده بود.

### مقدونیه در نبود اسکندر
زمانی که اسکندر عزم آسیا کرد، آنتیپاتر را که سرداری کارآزموده و رهبری سیاسی و از اعضای گارد سلطنتی فیلیپ بود، مسئول حفاظت از مقدونیه کرد. چپاول تب از سوی اسکندر، او را مطمئن ساخت که در نبودش، یونان آرام خواهد نشست. تنها استثناء زمانی روی داد که شاه آگیس سوم در سال ۳۳۱ ق م فراخوان جنگ داد اما آنتیپاتر او را در نبرد مگالوپولیس به سال ۳۳۲ ق م شکست داد و کشت. آنتیپاتر مجازات اسپارتیان را به اتحادیهٔ کورنت سپرد و آن نیز تعیین مجازات را به عهدهٔ اسکندر گذاشت و اسکندر آنان را بخشید. همچنین تنش چشمگیری مابین آنتیپاتر و المپیاس وجود داشت و هر کدام از دیگری به اسکندر شکایت می‌کرد.
در کل، یونان مدت زمان لشکرکشی اسکندر به آسیا را با صلح و بهروزی و رونق اقتصادی گذراند. اسکندر مقدار معتنابهی غنیمت از سرزمین‌های مفتوح به یونان می‌فرستاد که چرخ اقتصاد را به گردش درمی‌آورد و تجارت را در سرتاسر امپراتوری‌اش رونق می‌داد. با این همه، نیاز دائمی او به سربازان تازه‌نفس و مهاجرت مقدونیان به سرتاسر امپراتوری او، مقدونیه را از نیروی انسانی مرد خالی کرده بود. این امر باعث شد که مقدونیه پس از عصر اسکندر رو به ضعف نهد و سرانجام تحت انقیاد روم در بیاید.

## لشکرکشی به هند

### هجوم به شبه قارهٔ هند

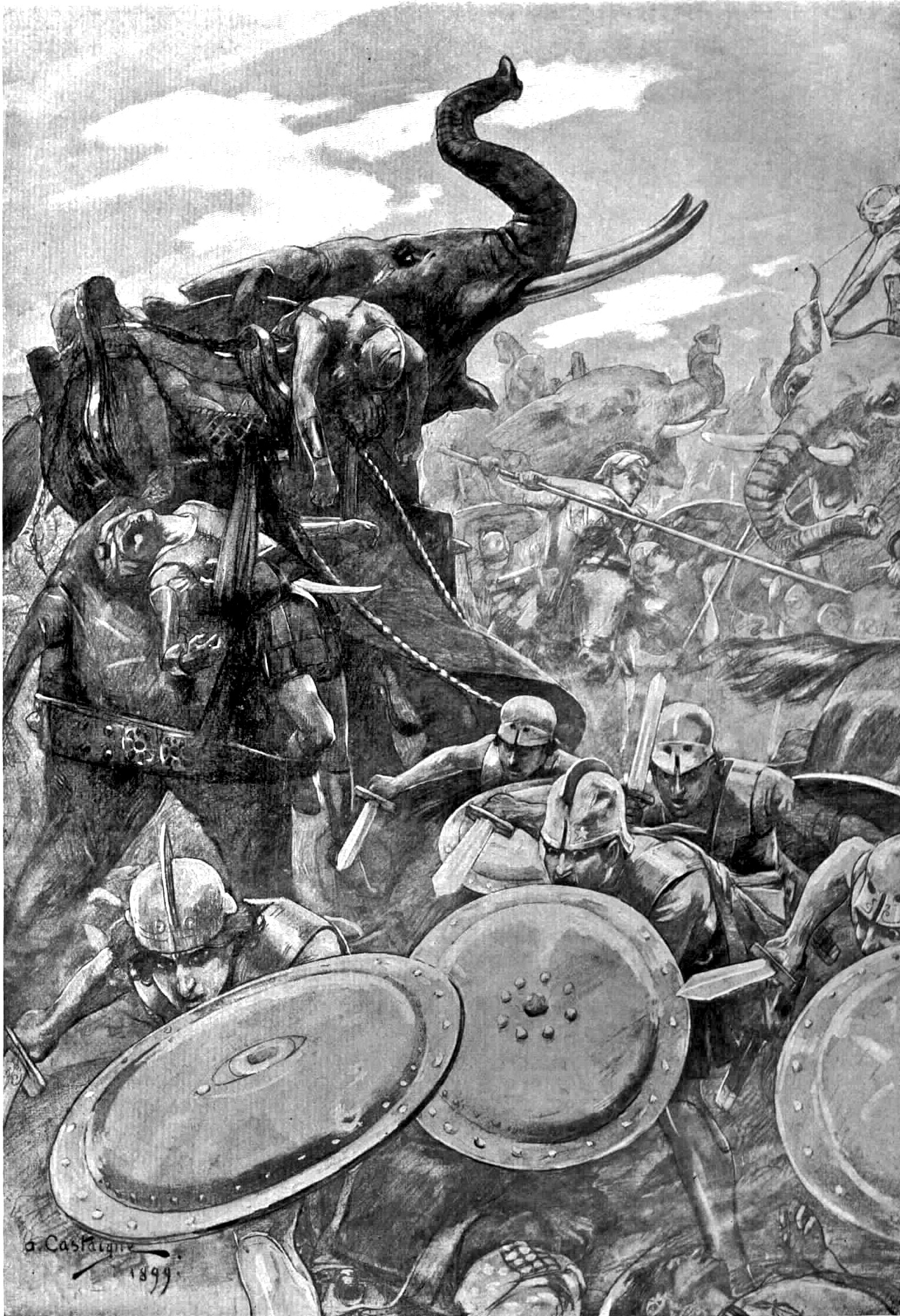
فالانکس در کشاکش نبرد هوداسپس به جبههٔ دشمن می‌تازد، اثر آندره کاستنی.

پس از مرگ اسپنتمان و ازدواج با روشنک که به منظور تحکیم روابط با ساتراپ‌های جدیدش انجام گرفت، توجه اسکندر به سوی شبه قارهٔ هند معطوف شد. او رؤسای قبایل ساتراپی گنداره، واقع در شمال پاکستان امروزی، را دعوت کرد که پیش او بیایند و از او اطاعت کنند. اومفیس، فرماندار تاکسیلا که قلمروش از رود سند تا جهلم گسترده بود، از اسکندر تبعیت کرد اما رؤسای برخی قبایل منجمله بخش‌های آسپاسیوی و آساکنوی از کمبوجه، حاضر به متابعت نشدند.
در زمستان سال ۳۲۷/۳۲۶ ق م، اسکندر شخصاً به سوی قبائل آسپاسیوی در دره کونار، گوراین‌ها در درهٔ گورایوس، و آساکنوی در دره‌های سوات و بونیر لشکر کشید. نبردی سهمگین ضد آسپاسیوی درگرفت و زوبینی شانهٔ اسکندر را زخمی‌کرد اما سرانجام آسپاسیوی شکست خورد. سپس نوبت آساکنوی رسید که در استحکامات ماساگا، اورا، و آئورنوس پناه گرفته و می‌جنگیدند. دژ ماساگا بالاخره پس از چندین روز نبرد خونین سقوط کرد و در کوران همین نبردها بود که قوزک پای اسکندر به‌شدت مجروح شد. بنا به گفتهٔ کوینت کورس «اسکندر نه تنها همهٔ اهالی ماساگا را قتل‌عام کرد بلکه ساختمان‌های را نیز به تلی از خاک مبدل ساخت». کشتاری مشابه در او را روی داد. پس از کشتارهای ماساگا و اورا، بسیاری از آساکنی‌ها به دژهای آئورنوس گریختند. اسکندر به تعقیب آنان پرداخت و آن دژ استراتژیک را پس از چهار روز نبرد خونبار تسخیر کرد.
پس از آئورنوس، اسکندر از رود سند گذشت و در نبردی حماسی علیه شاه پور جنگید و‍ پیروز شد. شاه پور بر منطقه‌ای در منطقه پنجاب فرمان می‌راند. این نبرد در سال ۳۲۶ ق م روی داد و به نبرد هوداسپس موسوم گشت. اسکندر تحت تأثیر شجاعت و دلاوری شاه پور قرار گرفت و با او پیمان اتحاد بست. او پور را به مقام ساتراپ برگماشت و قلمروی بیش از قلمرو پیشینش بدو بخشید. انتخاب یک فرد محلی، او را در مدیریت و کنترل مناطقی اینچنین دور از یونان یاری می‌رساند. اسکندر دو شهر جدید در دو طرف رود جهلم تأسیس کرد؛ یکی را به افتخار اسبش که در همین حوالی و در همین دورهٔ زمانی مرده بود، بوکفالا نام نهاد. دیگری نیکایا نام داشت که در موقعیت امروزی شهر مونگ قرار گرفته بود.

### نافرمانی ارتش

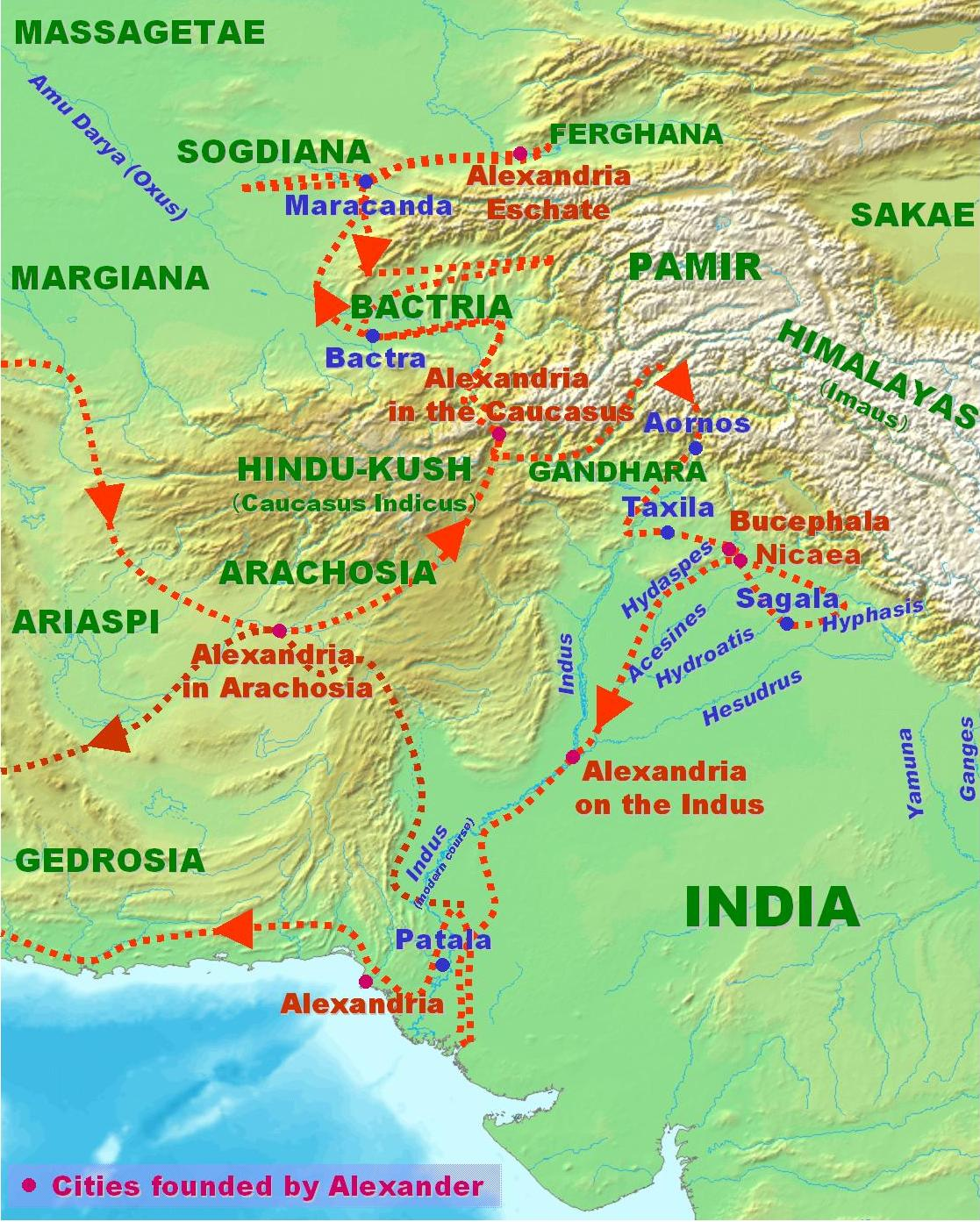
تهاجم اسکندر به شبه‌قارهٔ هند

شرق قلمرو پور، در نزدیکی رود گنگ، امپراتوری ناندا از ماگادها قرار گرفته بود و در ماورای آن امپراتوری گانگاریدای از بنگال. ارتش اسکندر که از رویارویی با سایر ارتش‌های بزرگ دشمن به واهمه افتاده بود و در نتیجهٔ سال‌ها نبرد رمقی برایش نمانده بود، در گذر از رود هوفاسیس از فرمان اسکندر سرپیچی و از رفتن به سوی شرق امتناع کرد؛ لذا این رود کرانهٔ شرقی فتوحات اسکندر به‌شمار می‌آید.
و اما مقدونیان، نزاع با پور شجاعتشان را فرو کشانده و پیشرویشان به هند را متوقف ساخته بود؛ زیرا که هر چه را در توان داشتند گذاشته بودند تا دشمنی را که تنها از بیست هزار پیاده و دو هزار سوار تشکیل شده بود، پس زنند. آن‌ها وقتی که اسکندر بر گذر از رود گنگ پافشاری کرد قویاً به مخالفت با او برخاستند. همچنین آنطور که آن‌ها دریافته بودند عرض رود ۶٬۴۰۰ و عمق آن ۱۸۰ متر بود و سواحل آنطرف رود مملو از مردان مسلح و مردان سوار و فیل‌ها بود؛ زیرا که به آن‌ها گفته شده بود که شاهان گاندریتس و پرایسیای با هشتاد هزار مرد سوار، دویست هزار مرد پیاده، هشت هزار ارابه، و شش هزار فیل به انتظار آنان نشسته‌اند.
اسکندر کوشید تا سپاهیانش را متقاعد کند به سوی شرق پیش روند اما سردارش، کوینوس، از او تقاضا کرد تا تجدید نظر کند و بازگردد. او گفت: مردان «سخت مشتاقند که دوباره والدینشان، همسرانشان و بچه‌هایشان، و وطنشان را ببینند». سرانجام اسکندر موافقت کرد و به سوی جنوب و در امتداد رود سند رفت. در میانهٔ راه، ارتش اسکندر قبائل مالهی (امروزه مولتان) و سایر قبائل هندی را شکست داد.
اسکندر اکثر سپاهیانش را در معیت سردار کراتروس به کارمانیا فرستاد و ناوگانی را به سرپرستی دریاسالار نئارخوس مأموریت داد تا به اکتشاف سواحل خلیج فارس بپردازند و خود مابقی سربازان را از طریق مسیر جنوبی صعب‌العبورتری که از صحرای گدروزی و مکران می‌گذشت به ایران بازگرداند. اسکندر در سال ۳۲۴ ق م به شوش رسید اما مردان زیادی به دلیل عبور از بیابان‌های سوزان هلاک شدند.

## اواخر عمر در ایران
اسکندر دریافت که بسیاری از ساتراپ‌ها و فرماندهان نظامی‌اش در غیاب او با مردم بدرفتاری کرده‌اند لذا در راه بازگشت به شوش چندین تن از آنان را اعدام کرد تا حساب کار دست سایرین بیاید. او به نشانهٔ قدردانی، بدهی‌های سربازان را بدان‌ها بخشید و اعلام کرد که کهنه‌سربازان مسن و علیل را تحت فرماندهی کراتروس به مقدونیه خواهد فرستاد. سپاهیانش منظور او را درست نفهمیدند و در شهر اوپیس یاغی‌گری کردند. آنان با فرستاده شدن به مقدونیه مخالفت کرده، از خو گرفتن اسکندر به آداب و سنن ایرانی و پوشیدن جامهٔ ایرانی و افزودن افسران و سربازان ایرانی به یگان‌های ارتش مقدونیه انتقاد کردند. سه روز گذشت و اسکندر نتوانست مردانش را متقاعد کند که کوتاه بیایند در نتیجه به ایرانیان جایگاه فرماندهی در ارتش را داد و به مقدونیان سمت‌های نظامی فرماندهی بر یگان‌های ایرانی را اعطا کرد. مقدونیان به‌سرعت تقاضای عفو نمودند و اسکندر آنان را بخشید و ضیافتی ترتیب داد که چندین هزار نفر از سپاهیانش در آن شرکت داشتند. اسکندر در تلاش برای برقراری هماهنگی ماندگار میان رعایای مقدونی و ایرانی‌اش، ازدواجی دسته‌جمعی ترتیب داد که در آن مقامات ارشد سپاهش با ایرانیان و دیگر نجیب‌زادگان در شوش ازدواج کردند اما به نظر می‌رسد تنها اندکی از آن ازدواج‌ها فراتر از یک سال دوام آورده باشند.

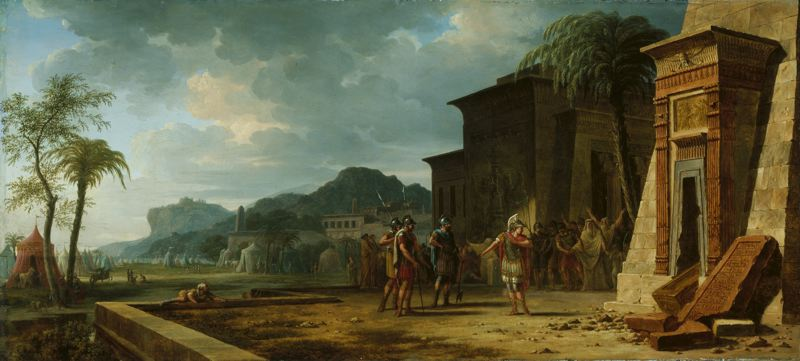
اسکندر مقدونی در کنار مقبره کوروش بزرگ، اثر پیر هنری دو ولانسین، ۱۷۹۶ میلادی

نگاره توسط دیوید استروناخ در بین سالهای دهه ۱۹۶۰ تا دهه ۱۹۷۰ ثبت شده است.

در همین حال، اسکندر پس از بازگشت به پارس متوجه شد که نگهبانان آرامگاه کوروش بزرگ در پاسارگاد را هتک حرمت کرده‌اند و به سرعت آنها را اعدام کرد. اسکندر کوروش بزرگ را تحسین می‌کرد، و از سنین کودکی «کوروش‌نامه» گزنفون را می‌خواند، که قهرمانی کوروش را در نبرد و حکومت به عنوان یک پادشاه عادل و قانون‌گذار توصیف می‌کرد. اسکندر در سفر خود به پاسارگاد به معمار خود ارسطوبولوس دستور داد تا فضای داخلی اتاق مقبره آرامگاه کوروش را تزئین کند.

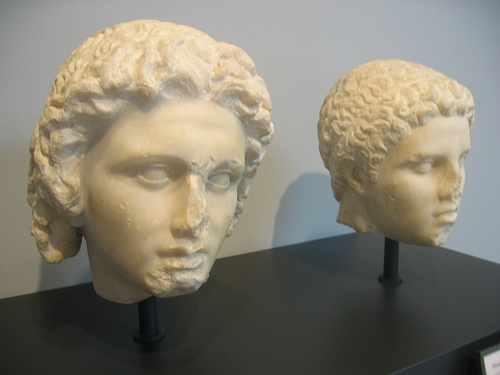
اسکندر (سمت چپ) و هفاستیون (سمت راست) دوست صمیمی و معشوقه اسکندر

پس از آنکه اسکندر به هگمتانه رفت تا قسمت اعظم خزانهٔ ایران را بردارد، در آنجا نزدیک‌ترین دوستش، هفستیون، بر اثر بیماری یا مسمومیت درگذشت. مرگ هفستیون، اسکندر را در بهت فرو برد. او دستور داد تا تل بزرگی از هیزم در بابل فراهم آورند و همچنین فرمان عزاداری عمومی صادر کرد. اسکندر پس از بازگشت به بابل رشته‌ای از لشکرکشی‌های جدید را برنامه‌ریزی کرد که با تهاجم به عربستان آغاز می‌گشت اما اجل مهلت نداد و نتوانست آن‌ها را به تحقق برساند.

## مرگ و جانشینی

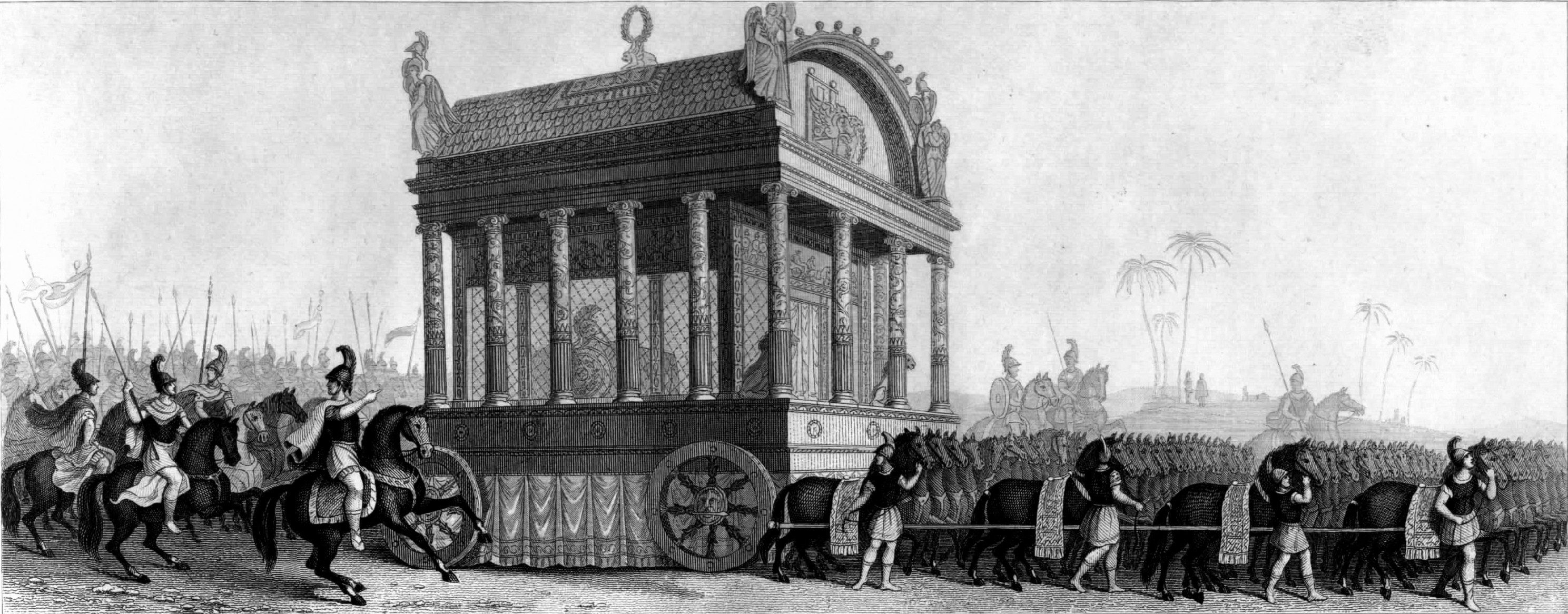
تابلویی متعلق به قرن نوزدهم که مراسم تدفین اسکندر را بنا بر گفته‌های دیودور به تصویر کشیده است.

۱۰ یا ۱۱ ژوئن ۳۲۳ ق م بود که اسکندر در سن ۳۲ سالگی در کاخ بختنصر در بابل درگذشت. جزئیات مرگ او اندکی متفاوت نقل شده است. طبق روایت پلوتارک، اسکندر تقریباً ۱۴ روز پیش از مرگش، از دریاسالار نئارخوس پذیرایی کرد و شب و روز بعد را به همراه مدیوس لاریسایی به باده‌گساری گذراندند. اسکندر تب کرد و حالش وخیم‌تر شد تا اینکه توان حرف زدن را از کف داد. سربازان معمولی که از وضعیت سلامتی او نگران بودند از مقابل او به صف عبور می‌کردند و اسکندر در سکوت مطلق برای آن‌ها دست تکان می‌داد. از دیودور نقل است که اسکندر پس از سرکشیدن کاسهٔ بزرگی از شراب خالص به افتخار هراکلس دچار درد شد و پس از تحمل رنج و الم درگذشت. آریان نیز همین روایت را به عنوان شق ثانی مطرح می‌کند اما پلوتارک صریحاً منکر این روایت می‌شود.
با توجه به گرایش اشراف و نجبای مقدونی به قتل اسکندر، جنایت و نارو زدن در روایت‌های متعددی از مرگ او تبلور یافته است. دیودور، پلوتارک، آریان، و یوستین همگی به نظریهٔ مسموم شدن اسکندر اشاره می‌کنند. پلوتارک این روایت را جعلی می‌شمارد و دیودور و آریان، به بیان خود، تنها به سبب حفظ جامعیت به آن اشاره می‌کنند.
با وجود این، روایت‌ها تقریباً متفق‌القولند که آنتیپاتر که به تازگی از سمت نایب‌السلطنه خلع شده بود و با المپیاس اختلاف داشت، توطئهٔ ادعاشده را رهبری کرده است. شاید او احضاریه‌اش به بابل را نشانهٔ مجازات مرگ دانسته و با توجه به سرنوشت پارمنیون و فیلوتاس، علی‌الظاهر مسمومیت اسکندر را توسط پسرش، یولاس که ساقی اسکندر بود، ترتیب داده است. بنا به اقوالی ممکن است ارسطو نیز در این توطئه‌چینی شرکت کرده باشد. مهم‌ترین استدلال در رد نظریهٔ مسمومیت این است که دوازده روز از شروع بیماری تا مرگ اسکندر فاصله افتاد؛ احتمالاً آن موقع چنین زهرهای دیرعمل‌کنی در دسترس نبوده است. اگرچه در سال ۲۰۱۰ نظریهٔ جدیدی مدعی شد که شرایط مرگ اسکندر منطبق با مسمومیت به وسیلهٔ آب رودخانهٔ استوکس (ماورونری) بوده است. آب این رودخانه شامل کالیکامیسین بوده که مادهٔ مرکب خطرناکی است که توسط باکتریها ایجاد می‌شود.
چندین عامل طبیعی (بیماری) را نیز دلیل مرگ اسکندر دانسته‌اند از جمله مالاریا و حصبه. مقاله‌ای در سال ۱۹۹۸ در ژورنال پزشکی نیو انگلند منتشر شد که حصبه را عامل مرگ اسکندر دانسته و البته به گفتهٔ این مقاله، سوراخ‌شدگی روده و فلج بالارونده نیز مشکل را بغرنج‌تر نموده است. تحلیل تازهٔ دیگری اسپوندیلیت چرکی یا مننژیت را عامل مرگ اسکندر دانسته است. التهاب حاد لوزالمعده و ویروس نیل غربی نیز از جمله بیماری‌هایی می‌باشند که علائمی شبیه علائم بیماری اسکندر دارند. نظریه‌های مبتنی بر عوامل طبیعی مایل‌اند تأکید کنند که ممکن است سلامت اسکندر پس از سال‌ها می‌گساری و برداشتن زخم‌های کاری رفته رفته تنزل یافته باشد. عذاب روحی‌ای که اسکندر پس از مرگ هفستیون کشیده است نیز ممکن است در تنزل وضعیت سلامتی او دخیل بوده باشد. عامل احتمالی دیگر مصرف بیش از حد مجاز داروهای محتوی خربق بوده است که مصرف بیش از حد آن می‌تواند مرگ‌آور باشد. در ژانویه ۲۰۱۹ برخی از دانشمندان نیوزلندی اعلام کردند که علت مرگ اسکند سندرم گیلن باره Guillain-Barré یا GBS است. سندرم گیلن باره یک اختلال نادری است که سیستم ایمنی بدن به اعصاب محیطی حمله می‌کند. این اختلال در ابتدا باعث فلج و در نهایت مرگ بیمار می‌شود.

### پس از مرگ

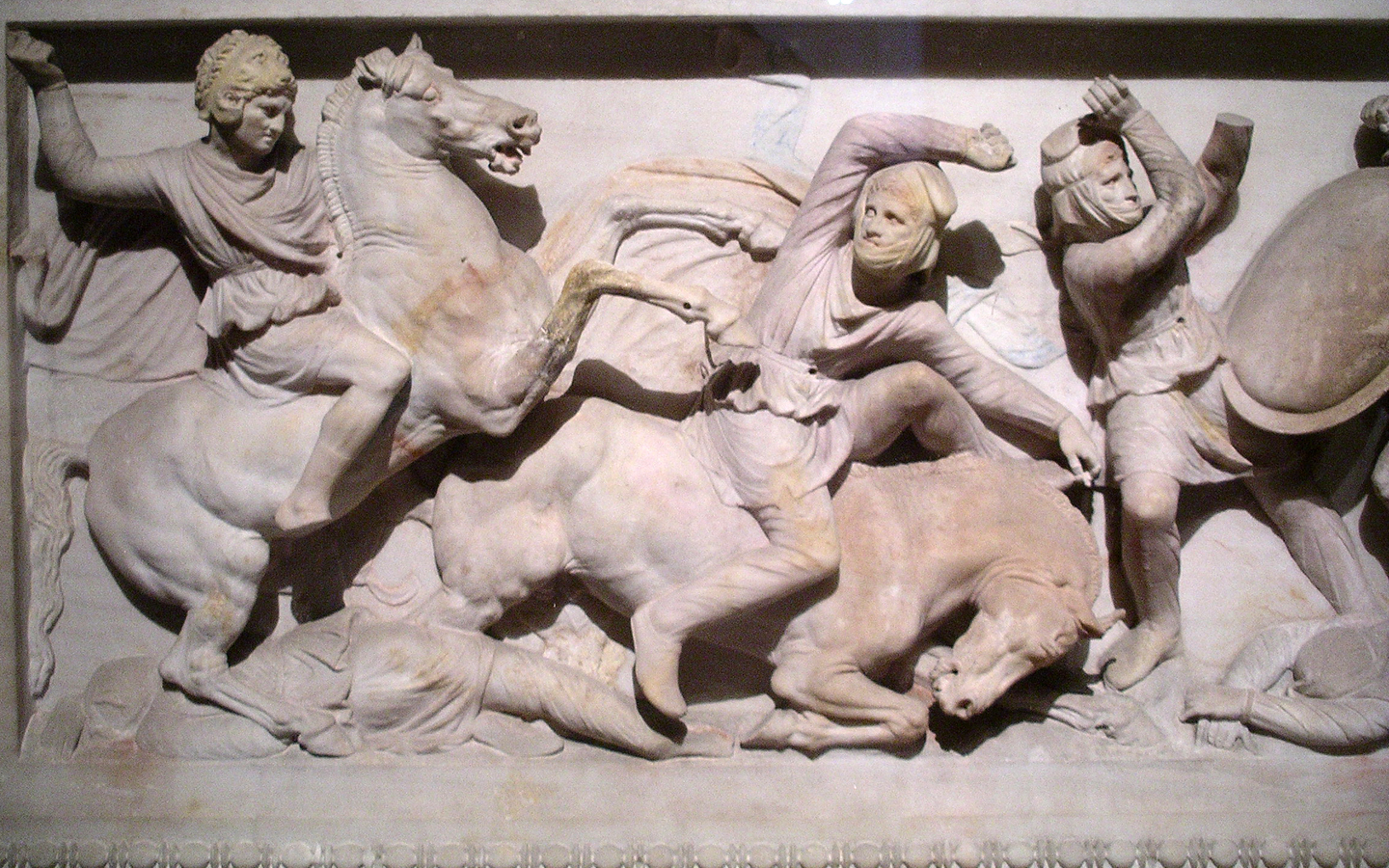
تصویر اسکندر بر روی تابوت‌دان اسکندر

جسد اسکندر را درون یک تابوت‌دان طلایی انسان‌نما قرار دادند و آن را درون تابوتی طلایی گذاشتند. بنا به گفتهٔ آیلیان، پیشگویی به نام آریستاندر پیش‌بینی کرد که زمینی که اسکندر را در آن دفن کنند «تا ابد شادمان و شکست‌ناپذیر خواهد ماند». محتمل‌تر آن است که جانشینان، تملک جسد اسکندر را نماد مشروعیت دانسته‌اند زیرا که دفن شاه پیشین امتیازی ویژه محسوب می‌شد. وقتی که تشییع‌کنندگان در حال انتقال جسد اسکندر به مقدونیه بودند، بطلمیوس آن را دزدید و به ممفیس برد. جانشینش، بطلمیوس دوم، تابوت‌دان را به اسکندریه منتقل کرد و حداقل تا دوران باستان متأخر در آنجا ماند. بطلمیوس نهم لاتیروس، از آخرین جانشینان بطلمیوس، تابوت‌دان طلایی اسکندر را با تابوت‌دانی شیشه‌ای عوض کرد تا از طلای تابوت‌دان اصلی برای ضرب سکه استفاده کند. پومپه، ژولیوس سزار، و آگوستوس همگی از آرامگاه اسکندر در اسکندریه بازدید کردند. گفته می‌شود آگوستوس به‌طور اتفاقی بینی جسد را کند. همچنین گفته می‌شود کالیگولا سینهٔ زره اسکندر را از آرامگاهش برای خودش برداشت. امپراتور سپتیموس سوروس در سال ۲۰۰ پس از میلاد آرامگاه اسکندر را بر روی مردم بست. پسر و جانشینش، کاراکالا، از ستایندگان اسکندر، در دورهٔ سلطنت خویش از آرامگاه بازدید کرد. پس از این زمان، جزئیات سرنوشت آرامگاه مبهم مانده است.
وجه تسمیه آن به‌اصطلاح «تابوت‌دان اسکندر» که در نزدیکی صیدا پیدا شده است و هم‌اکنون در موزهٔ باستان‌شناسی استانبول نگهداری می‌شود، به خاطر آن نیست که تصور می‌شده حاوی بقایای اسکندر است، بلکه از آن روست که نقش‌برجسته‌های آن، اسکندر و ملازمانش را در حال جنگ با ایرانیان و شکار به تصویر کشیده است. ابتدا تصور می‌شد که این تابوت‌دان متعلق به آبدالونوموس، شاه صیدا که بلافاصله پس از نبرد ایسوس به سال ۳۳۱ ق م به توسط اسکندر به این مقام گماشته شد، بوده باشد اما جدیداً این نظر قوت یافته است که قدمت این تابوت‌دان به پیش از مرگ آبدالونوموس بازمی‌گردد.

### تقسیم امپراتوری

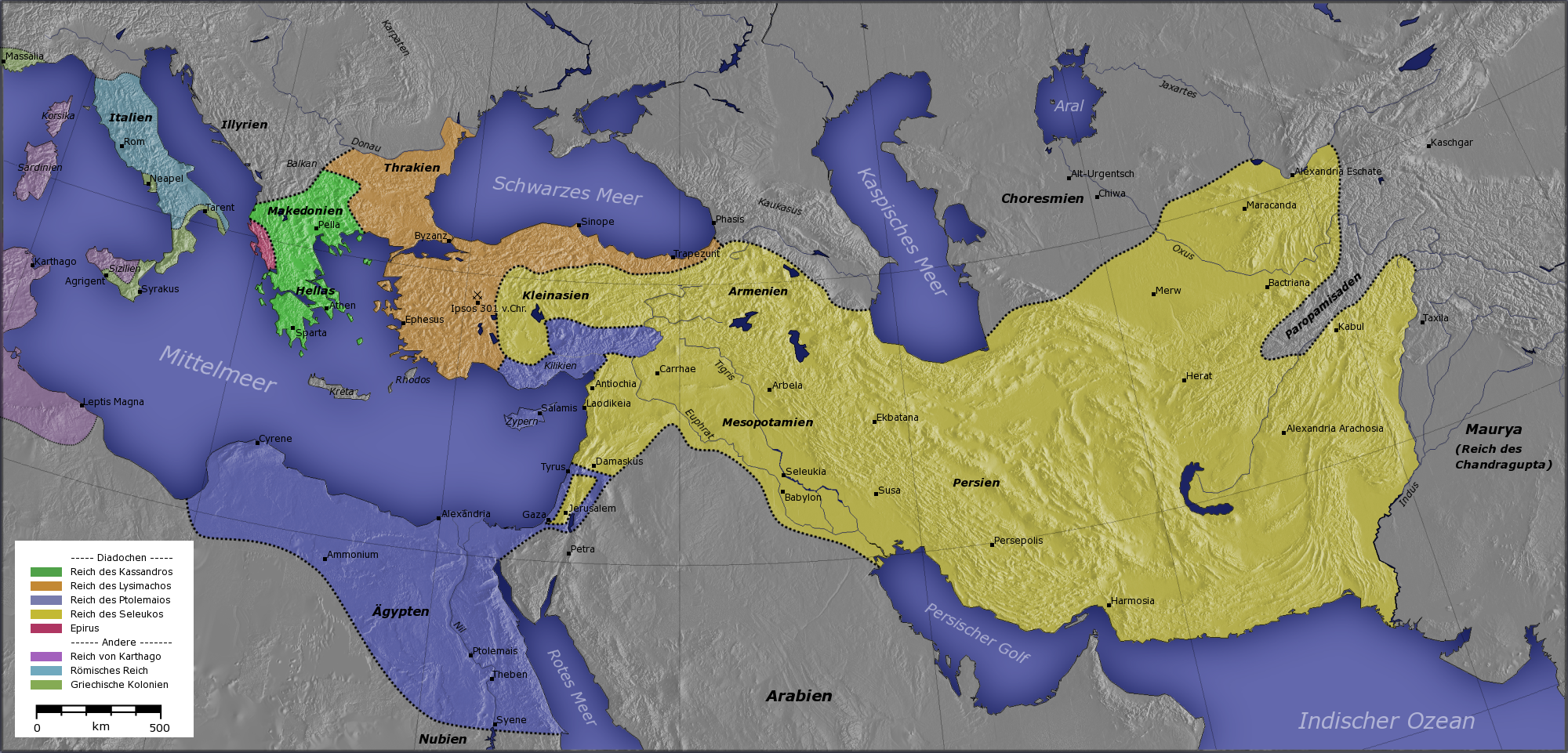
قلمروهای جانشینان (دیادوخوی) در ۲۸۱ ق م: امپراتوری بطلمیوسی (آبی تیره)، امپراتوری سلوکی (زرد)، پادشاهی پرگامون (نارنجی)، و مقدونیه (سبز). همچنین جمهوری روم (آبی روشن)، جمهوری کارتاژ (بنفش)، و پادشاهی اپیروس (قرمز) در نقشه دیده می‌شود.

مرگ اسکندر چنان ناگهانی رخ داد که وقتی خبرش به یونان رسید، مردم باورش نمی‌کردند. اسکندر وارث مشخص یا مشروعی نداشت؛ پسرش از روشنک، اسکندر چهارم، پس از مرگ او به دنیا می‌آمد. بنا به گفتهٔ دیودور، ملازمان اسکندر در بستر مرگ از او پرسیدند که امپراتوری‌اش را برای چه کسی به میراث گذاشته است؛ پاسخ کوتاه او «برای قوی‌ترین» بود. آریان و پلوتارک مدعی شده‌اند که اسکندر در این زمان لال شده بود که بیان از این دارد که این داستان ساختگی است. دیودور، کوینت کورس، و یوستین روایت منطقی‌تری از آنچه رخ داده است نقل کرده‌اند: اسکندر انگشتر مهردارش را در حضور شاهدان به پردیکاس، از محافظان و رهبر ملازمان سوار، داده است فلذا او را به عنوان جانشین برگزیده است.
پردیکاس در ابتدا داعیهٔ قدرت نداشت، بلکه حتی پیشنهاد کرد نوزاد روشنک اگر پسر باشد شاه خواهد بود و خودش، کراتروس، لئوناتوس، و آنتیپاتر محافظان او خواهند بود. اما پیاده‌نظام تحت رهبری ملئاگر، این پیشنهاد را نپذیرفت زیرا که آنان در قدرت سهیم نشده بودند. در عوض آنان از برادر ناتنی اسکندر، فیلیپ آریدایوس، پشتیبانی کردند. سرانجام دو طرف مصالحه کردند و پس از تولد اسکندر چهارم، او و فیلیپ سوم مشترکاً شاه نامیده شدند اگرچه تنها در اسم.
با این وجود مقدونیان به‌زودی دچار نفاق و خصومت شدند. ساتراپی‌های که در تجزیهٔ بابل توسط پردیکاس توزیع شدند به پایگاه‌های قدرتی مبدل شدند که هر سردار با استفاده از آن‌ها برای کسب قدرت بیشتر می‌کوشید. پس از قتل پردیکاس در ۳۲۱ ق م، وحدت مقدونیان از هم گسیخت و چهل سال جنگ مابین جانشینان (دیادوخوی) آغاز گشت. سپس در جهان هلنیستی چهار بلوک پایدار قدرت پدید آمدند: سلطنت بطالسه در مصر، امپراتوری سلوکیه در شرق، سلطنت پرگامون در آسیای صغیر، و مقدونیه. در این میان اسکندر چهارم و فیلیپ سوم نیز به قتل رسیدند.

### وصیت
از دیودور نقل است که اسکندر چندی پیش از مرگش دستورالعمل‌های مکتوب مفصلی را به کراتروس داده است. کراتروس خواست که دستورهای اسکندر را انجام دهد اما جانشینان به دلیل غیرعملی و پرخرج بودن آن‌ها از اجرایشان منصرف شدند. با این همه پردیکاس وصیت‌نامهٔ اسکندر را برای سربازانش خواند. وصیت‌نامه خواستار توسعهٔ نظامی در جنوب و غرب مدیترانه، احداث سازه‌های یادبود، و ممزوج کردن جماعت شرقی با غربی بود. وصیت‌نامهٔ اسکندر شامل موارد زیر بود:
- احداث آرامگاه یادبودی برای پدرش فیلیپ که «به پای عظیم‌ترین هرم مصر برسد».
- بر پا کردن معابد عظیم در دلوس، دلفی، دودونا، دیوم، آمفیپولیس، و معبد یادبودی برای آتنا در تروآ.
- فتح عربستان و تمامی حوضهٔ مدیترانه
- کرانه‌نوردی آفریقا
- گسترش شهرها و «کوچ دادن مردمان آسیا به اروپا و بالعکس از اروپا به آسیا تا از راه برقراری پیوند زناشویی و روابط خانوادگی، اتحاد و دوستی را برای دو قاره به ارمغان آورد».

## شخصیت اسکندر

### سرلشکری

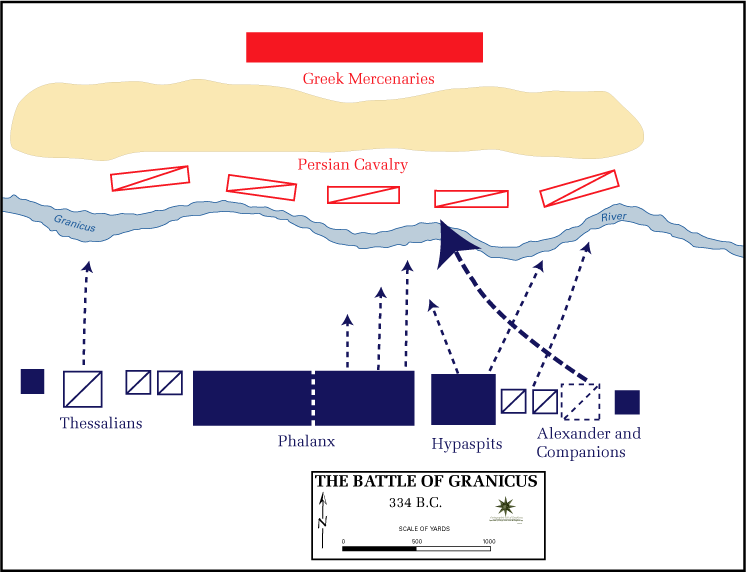
نبرد گرانیک، ۳۳۴ ق م

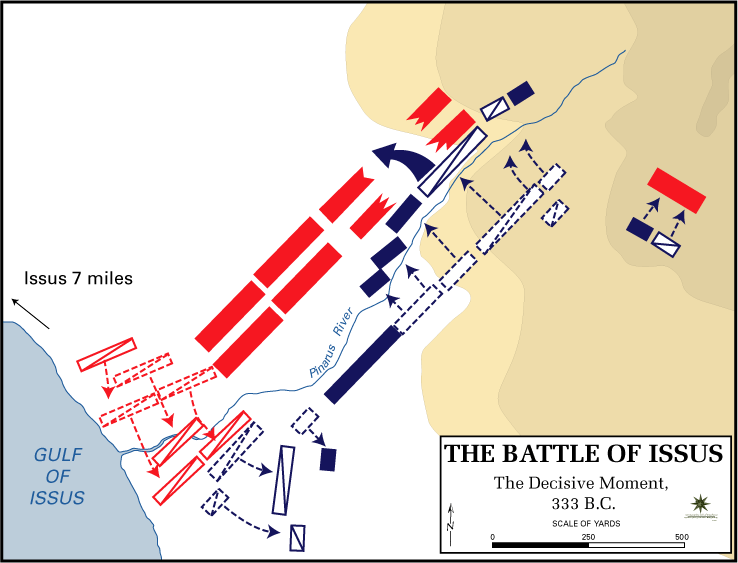
نبرد ایسوس، ۳۳۳ ق م

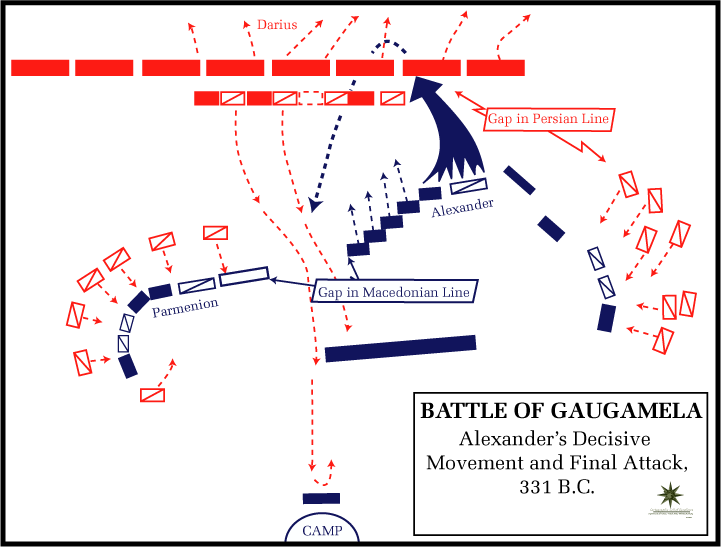
حمله سرنوشت‌ساز اسکندر در انتهای نبرد گوگمل

اسکندر لقب «کبیر» را به خاطر موفقیت بی‌مانندش در کسوت یک فرمانده نظامی به دست آورد. او هرگز در هیچ نبردی شکست نخورد، اگرچه سپاه او معمولاً از نظر شمار کمتر از دشمن بود. این امر حاصل استفاده از تاکتیک‌های زمینی، فالانکس، و سواره‌نظام، به‌کارگیری راهبردهای جسورانه، و وفاداری شدید سربازانش بود. فالانکس مقدونی، مسلح به ساریسا یا نیزهٔ ۶ متری، توسط فیلیپ دوم از راه تمرین‌های سفت و سخت پرورش یافته و ورزیده شده بودند و اسکندر از سرعت و قابلیت مانور آن علیه نیروهای بزرگ‌تر اما ناهمگون ایرانی نهایت استفاده را برد. اسکندر از احتمال بروز نفاق در سپاه گونه‌گونش که از زبان‌ها و سلاح‌های متفاوتی بهره می‌بردند باخبر بود. او شخصاً و در هیئت یک پادشاه مقدونی در نبردها شرکت می‌جست و از این راه بر مشکل گونه‌گونی سپاهش غالب می‌آمد.
اسکندر در نخستین نبردش در آسیا، نبرد گرانیک، تنها از بخش کوچکی از سپاهش، شاید ۱۳٬۰۰۰ پیاده و ۵٬۰۰۰ سوار، در برابر سپاه بسیار بزرگ‌تر ایران مشتمل بر ۴۰٬۰۰۰ سرباز استفاده کرد. اسکندر فالانکس را در مرکز سپاه و سواره‌نظام و کمانداران را در جناحین چید تا خط مقدم او برابر با طول خط سواره‌نظام ایران (حدود ۳ کیلومتر) شود. در مقابل، پیاده‌نظام ایران پشت سواره‌نظام قرار گرفت. این امر اسکندر را خاطرجمع کرد که دشمن، سپاه او را دور نخواهد زد و از پشت مورد هجوم قرار نخواهد گرفت و در عین حال فالانکس او، مسلح به نیزه‌های طویل، مزیت قابل ملاحظه‌ای نسبت به شمشیرها و نیزه‌های کوتاه ایرانیان داشت. تلفات مقدونیان در قیاس با ایرانیان قابل اغماض بود.
او در نبرد ایسوس، در نخستین رویارویی با داریوش، از همان آرایش نظام استفاده کرد و دوباره فالانکس مرکزی موجبات موفقیت او را فراهم آورد. اسکندر شخصاً از وسط یورش را هدایت و سپاه دشمن را منهزم کرد. در نبرد سرنوشت‌ساز گوگمل، داریوش بر چرخ‌های ارابه‌هایش داس نصب کرده بود تا فالانکس را متفرق کند و سواره‌نظامش را به نیزه‌های طویل مسلح نموده بود. اسکندر فالانکس را دوتکه کرد به نحوی که وسط آن با زاویه‌ای مشخص پیش رود و هرگاه به ارابه‌های مهاجم رسید دو پاره شود و پس از عبور از آن‌ها مجدداً به آرایش اولیه بازگردد. پیشروی موفقیت‌آمیز بود و مرکز سپاه داریوش را در هم شکست و سپاه داریوش دوباره به هزیمت رفت.
اسکندر در هنگام مواجهه با دشمنانی که از فنون جنگی ناشناخته استفاده می‌کردند (مثلاً در آسیای میانه یا هند)، نیروهایش را به شیوهٔ دشمن وفق می‌داد؛ بنابراین در باختر و سغد، اسکندر با موفقیت از نیزه‌اندازان و کماندارانش استفاده کرد تا از تحرکات دشمن برای دور زدن سپاه جلوگیری کند و هم‌زمان سوارانش را در مرکز جمع کرد. در هند در هنگام مواجهه با سپاه فیل شاه پور، مقدونیان صف خود را باز می‌کردند تا فیل‌ها را احاطه کرده و با استفاده از نیزه‌های طویل به سمت بالا ضربه وارد کرده و فیل‌ران را به پایین بیندازند.

### ظاهر فیزیکی

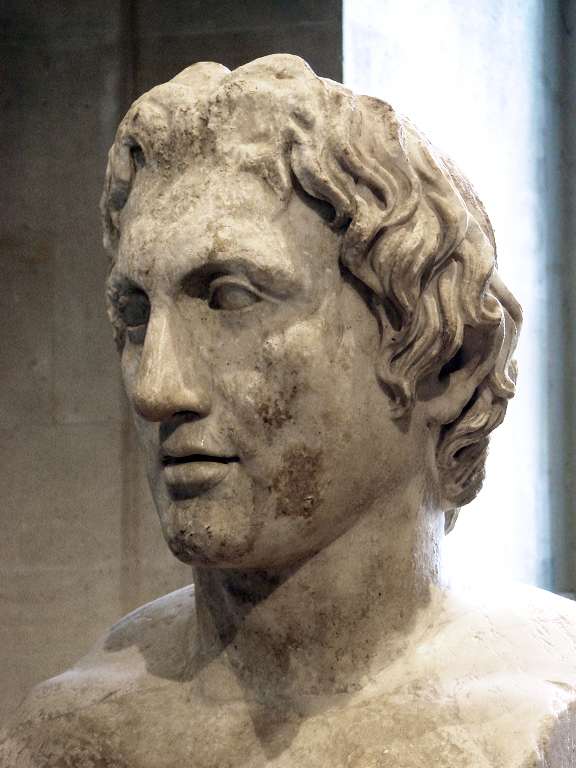
نسخهٔ بدل رومی از مجسمهٔ لوسیپوس، موزهٔ لوور. از پلوتارک نقل است که مجسمه‌های لوسیپوس قابل اعتمادترین بودند.

پلوتارک، زندگی‌نامه‌نویس یونانی، ظاهر اسکندر را اینچنین توصیف می‌کند:
ظاهر بیرونی اسکندر را مجسمهٔ لوسیپوس به بهترین نحو نمایش می‌دهد و تنها توسط این هنرمند بود که اسکندر مناسب دید مدلی از او تهیه شود. این هنرمند برخی از آن حالات عجیب و غریب او را که جانشینان و دوستانش پس از او سعی کردند تقلید کنند، مثلاً وقار گردنش که اندکی به سمت چپ متمایل بود و آن نگاه نافذ و دلنشین چشم‌هایش، به دقت مشاهده کرده است. اما آپلس در تصویرگری او نتوانسته رنگ رویش را به‌خوبی از آب در بیاورد و آن را بسیار تیره و سبزه کرده است. در صورتی که پوست او رنگ روشنی داشت، همان‌طور که می‌گویند، و این روشنی بالاخص در قسمت سینه به سرخی متمایل می‌شد و نیز در صورت. به‌علاوه رایحهٔ بسیار خوشی از پوست او متصاعد می‌شد و نکهت خوشی از دهان و همهٔ پوست و گوشتش منتشر می‌شد، بنابراین البسهٔ او پر از بوی خوش بود. این را در خاطرات آریستوکسنوس می‌خوانیم.
آریان، مورخ یونانی، اسکندر را چنین توصیف می‌کند:
فرمانده نیرومند و خوش‌قیافه با یک چشم تیره چون شب و یک چشم آبی چون آسمان.
یکی از رمانس‌های نیمه‌افسانه‌ای اسکندر نیز به این مطلب اشاره دارد که اسکندر دچار ناهم‌رنگی عنبیه بوده است: یک چشمش تیره بوده است و دیگری روشن.
پیتر گرین، مورخ بریتانیایی، بر پایهٔ بررسی مجسمه‌ها و برخی اسناد کهن توصیف زیر را از ظاهر اسکندر ارائه داده است:
اسکندر از نظر فیزیکی جذاب و گیرا نبود. حتی با در نظر گرفتن استانداردهای مقدونیان، اسکندر بسیار کوتاه اما سفت و کلفت بود. ریشش اندک و ناچیز بود و او با از ته تراشیدن آن در برابر نجیب‌زادگان پرموی مقدونی ایستاد. گردنش به نحوی تاب داشت لذا اینطور به نظر می‌رسید که با زاویه‌ای مشخص به بالا زل می‌زند. چشم‌هایش (یکی آبی، یکی قهوه‌ای) حالتی اشک‌آلود و زنانه را برملا می‌کرد. رنگ رویش برافروخته و صدایش نخراشیده بود.
نویسندگان باستان نقل کرده‌اند که اسکندر چنان از شمایلی که لوسیپوس از او می‌آفرید خرسند بوده است که دیگر مجسمه‌سازان را از آفرینش تصاویر او منع کرده بود. لوسیپوس از حالت مجسمه‌سازی کونتراپوستو برای چهره‌پردازی از اسکندر و دیگر شخصیت‌ها نظیر آپوکسوئومنوس، هرمس، و اروس استفاده کرده است. مجسمهٔ لوسیپوس، که به خاطر طبیعت‌گرایی‌اش مشهور است نه به خاطر ژست ایستاتر و خشک‌ترش، وفادارترین تصویرپردازی از اسکندر محسوب می‌شود.

### ویژگی‌های شخصیتی

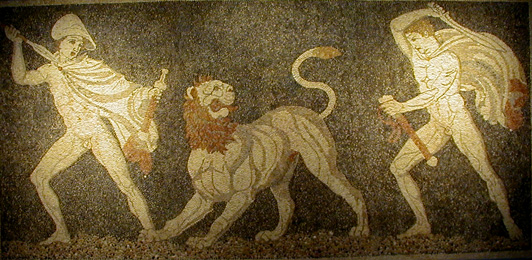
اسکندر (چپ) در حال شکار شیر آسیایی به همراه دوستش کراتروس. موزائیک متعلق به قرن سوم ق م، موزهٔ پلا

برخی از خصلت‌های بارز شخصیتی اسکندر در واکنش به رفتار والدینش شکل گرفت. مادرش بسیار جاه‌طلب بود و او را ترغیب می‌کرد که باور کند او مقدر به فتح شاهنشاهی هخامنشیان بوده است. تأثیرهای المپیاس به او حس تقدیر را تلقین کرد و پلوتارک به ما می‌گوید که جاه‌طلبی او «روحیه‌اش را طی سال‌های پیش رو، مصمم و منیع نگه داشته بود». با وجود این، پدرش نقش نزدیک‌ترین و تأثیرگذارترین الگو را برای او بازی می‌کرد زیرا که اسکندر جوان می‌دید فیلیپ عملاً هر سال به جنگ می‌رود، پشت سر هم پیروزی به دست می‌آورد و هم‌زمان زخم‌های کاری‌اش را نادیده می‌گیرد. رابطهٔ اسکندر با پدرش جنبهٔ رقابت‌جویی شخصیتش را شکل داد؛ او نیاز داشت از پدرش پیشی بگیرد که این امر از رفتارهای بی‌پروای او در میدان‌های رزم مشهود است. در حالی که اسکندر نگران بود که پدرش «هیچ دستاورد مهم یا طراز اولی» را برای او باقی نگذارد تا در مقابل جهانیان خودنمایی کند، هم‌زمان دستاوردهای پدرش را در نزد ملازمانش کوچک می‌شمرد.
بنا بر گفته‌های پلوتارک، از جمله خصلت‌های اسکندر تندخویی و عجولی و تبعیت از امیال آنی بود که تا حدی در تصمیماتش نمود پیدا می‌کرد. اگرچه اسکندر لجوج بود و به‌خوبی به فرمان‌های پدر گوش نمی‌سپرد، نسبت به بحث‌های مستدل روی خوش نشان می‌داد. او جنبهٔ آرام‌تری نیز داشت: تیزهوش، منطقی، و حسابگر بود. میل وافری به دانش داشت، عاشق فلسفه بود، و خورهٔ کتاب. بی‌شک این‌ها تا قسمتی به خاطر تدریس خصوصی ارسطو بود؛ اسکندر باهوش بود و درس را زود فرا می‌گرفت. ذکاوت و عقلانیت او از توانایی و موفقیت او در کسوت یک سرلشکر به‌خوبی آشکار می‌شود. او در «خوشی دادن به بدن» قید و بند زیادی داشت اما در مقابل نمی‌توانست در برابر الکل مقاومت کند.
اسکندر فاضل بود و از هنر و علم حمایت می‌کرد. اما برخلاف پدرش علاقهٔ کمی به ورزش یا بازی‌های المپیک نشان می‌داد و تنها در جستجوی آرمان‌های هومری عزت (timê) و افتخار (kudos) بود. او جذبه و ابهت فراوانی داشت، شاخصه‌هایی که از او رهبری بزرگ می‌ساخت. توانایی‌های منحصر به فرد او وقتی به خوبی آشکار می‌شود که بدانیم هیچ‌یک از سرداران اسکندر نتوانست مقدونیه را متحد سازد و امپراتوری پهناور او را پس از مرگش حفظ کند — تنها اسکندر چنین توانایی و قدرتی داشت.
در آخرین سال‌های زندگی‌اش، به‌ویژه پس از مرگ هفستیون، نشانه‌های مبنی بر جنون خودبزرگ‌بینی و پارانویا در او بروز کرد. غرور ناشی از دستاوردهای چشمگیرش به همراه اعتقاد وصف‌ناپذیرش به تقدیر و چاپلوسی‌های ملازمانش، احتمالاً در بروز این امراض مؤثر بوده‌اند. هذیان‌های خودبزرگ‌انگاری او به‌سادگی در وصیت‌نامه‌اش و نیز میلش به فتح جهان مشهود است.
به نظر می‌رسد او خود باور کرده بود که خداست یا دست‌کم به دنبال الوهیت بخشیدن به خود بود. المپیاس همواره نزد اسکندر پافشاری می‌کرد که او فرزند زئوس است، فرضیه‌ای که ظاهراً توسط غیب‌گوی آمون در واحهٔ سیوا برای اسکندر تأیید شد. از آن پس او شروع کرد که خود را فرزند زئوس-آمون بشناساند. اسکندر در دربارش رگه‌هایی از نحوهٔ لباس پوشیدن ایرانیان و دیگر سنن ایشان را اتخاذ کرد، بالاخص رسم پروسکونسیس که در میان مقدونیان مقبولیت نیافت و از انجام آن اکراه داشتند. این رفتار موجبات ناخشنودی و نارضایتی بسیاری از هم‌وطنان او را فراهم آورد. با وجود این، اسکندر فرمانروایی عملگرا بود که از مشکلات فرمانروایی بر مردمانی ناهمگون از نظر فرهنگی، باخبر بود؛ مردمانی که بسیاری از آن‌ها در کشورهایی زندگی می‌کردند که پادشاه چون خدا پرستیده می‌شد؛ بنابراین، افزون بر جنون خودبزرگ‌بینی، ممکن است این دست رفتارهای او تنها تلاشی برای استحکام بخشیدن به امپراتوری‌اش و متحد نگه داشتن مردمانش باشد.

### روابط خصوصی

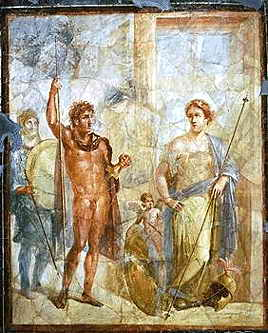
دیوارنگاره‌ای در پمپئی که ازدواج اسکندر با استاتیرا را در سال ۳۲۴ ق م به تصویر کشیده است. آن دو ظاهراً همچون آرس و آفرودیته لباس بر تن کرده‌اند.

اسکندر دو بار ازدواج کرد: با روشنک دختر وخش‌ارد، نجیب‌زادهٔ باختری و با استاتیرای دوم، شاهزادهٔ هخامنشی و دختر داریوش سوم، احتمالاً به دلایل سیاسی. او دو پسر داشت: اسکندر چهارم مقدونیه از روشنک و احتمالاً هراکلس مقدونی از رفیقه‌اش، بارسینه. او فرزند دیگری نیز از روشنک در راه داشت اما در بابل سقط جنین شد.
همچنین اسکندر رابطه‌ای نزدیک با دوست، سردار و محافظش، هفستیون، داشت. هفستیون پسر نجیب‌زاده‌ای مقدونی بود. مرگ هفستیون اسکندر را ویران کرد. این حادثه ممکن است در تنزل وضعیت سلامت جسمانی و روانی اسکندر در ماه‌های آخر زندگی‌اش نقش مهمی ایفا کرده باشد.
دربارهٔ گرایش جنسی اسکندر گمانه‌زنی‌ها شده و این امر به موضوعی جنجالی مبدل شده است. در هیچ‌یک از منابع باستان نیامده که اسکندر رابطه همجنس‌گرایانه داشته یا رابطهٔ او با هفستیون جنسی بوده است. با این وجود ایلیان دربارهٔ بازدید اسکندر از تروآ می‌نویسد که «اسکندر مقبرهٔ آشیل و هفستیون مقبرهٔ پاتروکل را با تاج گل آراستند. دومی عزیزکردهٔ اسکندر بود، درست همان‌طور که پاتروکل عزیزکردهٔ آشیل بود». قابل توجه است که از واژهٔ یونانی باستان eromenos به معنی «عزیزکرده» لزوماً مفهوم جنسی مستفاد نمی‌گردد. این روایت در منابع اصلی زندگانی اسکندر وجود ندارد.
پلوتارک می‌گوید برخورد اسکندر نسبت به همجنس‌بازی بسیار سخت و خشن بود، به‌طوری که وقتی فیلوکسن، یکی از فرمانداران او در سرزمین‌های مجاور ساحل، برای او نامه نوشت که تاجری دو پسر برای فروش عرضه می‌کند که در زیبایی بی‌مانند هستند و اجازه می‌خواست تا آن‌ها را خریداری کرده و پیشکش اسکندر کند، اسکندر بسیار برآشفته و خشمگین شد و چندین‌بار فریاد سر داد و گفت: «فیلوکسن چه رفتار بدی با من روا داشته و چرا وقت خود را صرف کاری کرده که مایهٔ رسوایی و ملامت من می‌باشد». سپس در همان ساعت نامه نوشت و فیلوکسن را ناسزا گفت و دستور داد تاجر را با مال‌التجاره‌اش از شهر بیرون کنند.
گرین استدلال می‌کند که شواهد کمی دربارهٔ علاقهٔ جسمانی اسکندر به زنان در منابع باستانی وجود دارد؛ او تا اواخر عمرش نایب‌السلطنه‌ای نداشت. اما به هنگام مرگ نسبتاً جوان بود و اوگدن بیان می‌دارد که سابقهٔ زناشویی اسکندر نسبت به پدرش در همان سن و سال پربارتر و جالب توجه‌تر است. اسکندر به جز همسر، چندین و چند رفیقه داشت. اسکندر حرمی به سبک و سیاق شاهان هخامنشی برای خود گرد آورد اما در استفاده از آن جانب امتساک را می‌گرفت و در «خوشی دادن به بدن» نفسش را کنترل می‌کرد. با این وجود پلوتارک از شیفتگی و دلباختگی اسکندر نسبت به روشنک می‌گوید و اسکندر را به خاطر تحمیل نکردن خود بر آن زن تحسین می‌کند. به عقیدهٔ گرین، با توجه به دورهٔ زمانی اسکندر، او دوستی نسبتاً عمیقی با زنان برقرار می‌کرد از جمله آدای کاریه‌ای که اسکندر را به فرزندخواندگی پذیرفت و حتی مادر داریوش، سیسیگامبیس، که گفته می‌شود در اثر حزن و اندوه پیش‌آمده پس از شنیدن خبر مرگ اسکندر درگذشت.

## برترین نبردها
| نتیجه       | رکورد | تاریخ                       | نبرد      | عملکرد            | حریف                          | نوع    | کشورها (امروزه)     | رتبه    |
| ----------- | ----- | --------------------------- | --------- | ----------------- | ----------------------------- | ------ | ------------------- | ------- |
| پیروزی قاطع | ۱–۰   | ۲ اوت ۳۳۸ پ. م              | یونان     | نبرد خایرونیا     | تبای، آتن و سایر شهرهای یونان | نبرد   | یونان               | شاهزاده |
| پیروزی قاطع | ۲–۰   | ۳۳۵ پ. م                    | بالکان    | نبرد کوه هاموس    | گتا، تراکیان                  | نبرد   | بلغارستان           | شاه     |
| پیروزی قاطع | ۳–۰   | دسامبر ۳۳۵ پ. م             | بالکان    | محاصره پلیم       | ایلیری‌ها                      | محاصره | آلبانی              | شاه     |
| پیروزی قاطع | ۴–۰   | دسامبر ۳۳۵ پ. م             | بالکان    | نبرد تبس          | تبای                          | نبرد   | یونان               | شاه     |
| پیروزی قاطع | ۵–۰   | مه ۳۳۴ پ. م                 | هخامنشیان | نبرد گرانیک       | شاهنشاهی هخامنشی              | نبرد   | ترکیه               | شاه     |
| پیروزی قاطع | ۶–۰   | ۳۳۴ پ. م                    | هخامنشیان | محاصره ملط        | شاهنشاهی هخامنشی، ملط         | محاصره | ترکیه               | شاه     |
| پیروزی قاطع | ۷–۰   | ۳۳۴ پ. م                    | هخامنشیان | محاصره هالیکارناس | شاهنشاهی هخامنشی              | نبرد   | ترکیه               | شاه     |
| پیروزی قاطع | ۸–۰   | ۵ نوامبر ۳۳۳ پ. م           | هخامنشیان | نبرد ایسوس        | شاهنشاهی هخامنشی              | نبرد   | ترکیه               | شاه     |
| پیروزی قاطع | ۹–۰   | ژانویه–جولای ۳۳۲ پ. م       | هخامنشیان | محاصره صور        | شاهنشاهی هخامنشی، صور (لبنان) | محاصره | لبنان               | شاه     |
| پیروزی قاطع | ۱۰–۰  | اکتبر ۳۳۲ پ. م              | هخامنشیان | محاصره غزه        | شاهنشاهی هخامنشی              | محاصره | فلسطین              | شاه     |
| پیروزی قاطع | ۱۱–۰  | ۱ اکتبر ۳۳۱ پ. م            | هخامنشیان | نبرد گوگمل        | شاهنشاهی هخامنشی              | نبرد   | عراق                | شاه     |
| پیروزی قاطع | ۱۲–۰  | دسامبر ۳۳۱ پ. م             | هخامنشیان | نبرد اوکسیان      | اوکسیان                       | نبرد   | ایران               | شاه     |
| پیروزی قاطع | ۱۳–۰  | ۲۰ ژانویه ۳۳۰ پ. م          | هخامنشیان | نبرد دربند پارس   | شاهنشاهی هخامنشی              | نبرد   | ایران               | شاه     |
| پیروزی قاطع | ۱۴–۰  | ۳۲۹ پ. م                    | هخامنشیان | محاصره سیروپلیس   | سغد                           | محاصره | ترکمنستان           | شاهنشاه |
| پیروزی قاطع | ۱۵–۰  | اکتبر ۳۲۹ پ. م              | هخامنشیان | نبرد جاکارتس      | سکاها                         | نبرد   | ازبکستان            | شاهنشاه |
| پیروزی قاطع | ۱۶–۰  | ۳۲۷ پ. م                    | هخامنشیان | محاصره صخره سغد   | سغد                           | محاصره | ازبکستان            | شاهنشاه |
| پیروزی      | ۱۷–۰  | مه ۳۲۷ – مارس ۳۲۶ پ. م      | هندی‌ها    | نبرد کوفن         | آسپاسیان                      | اعزام  | افغانستان و پاکستان | شاهنشاه |
| پیروزی      | ۱۸–۰  | آوریل ۳۲۶ پ. م              | هندی‌ها    | محاصره آئورنوس    | آسواکا                        | محاصره | پاکستان             | شاهنشاه |
| پیروزی      | ۱۹–۰  | مه ۳۲۶ پ. م                 | هندی‌ها    | نبرد هوداسپس      | پور (شاه)                     | نبرد   | پاکستان             | شاهنشاه |
| پیروزی      | ۲۰–۰  | نوامبر ۳۲۶ – فوریه ۳۲۵ پ. م | هندی‌ها    | محاصره مولتان     | ملحی (طایفه جات)              | نبرد   | پاکستان             | شاهنشاه |

## میراث اسکندر

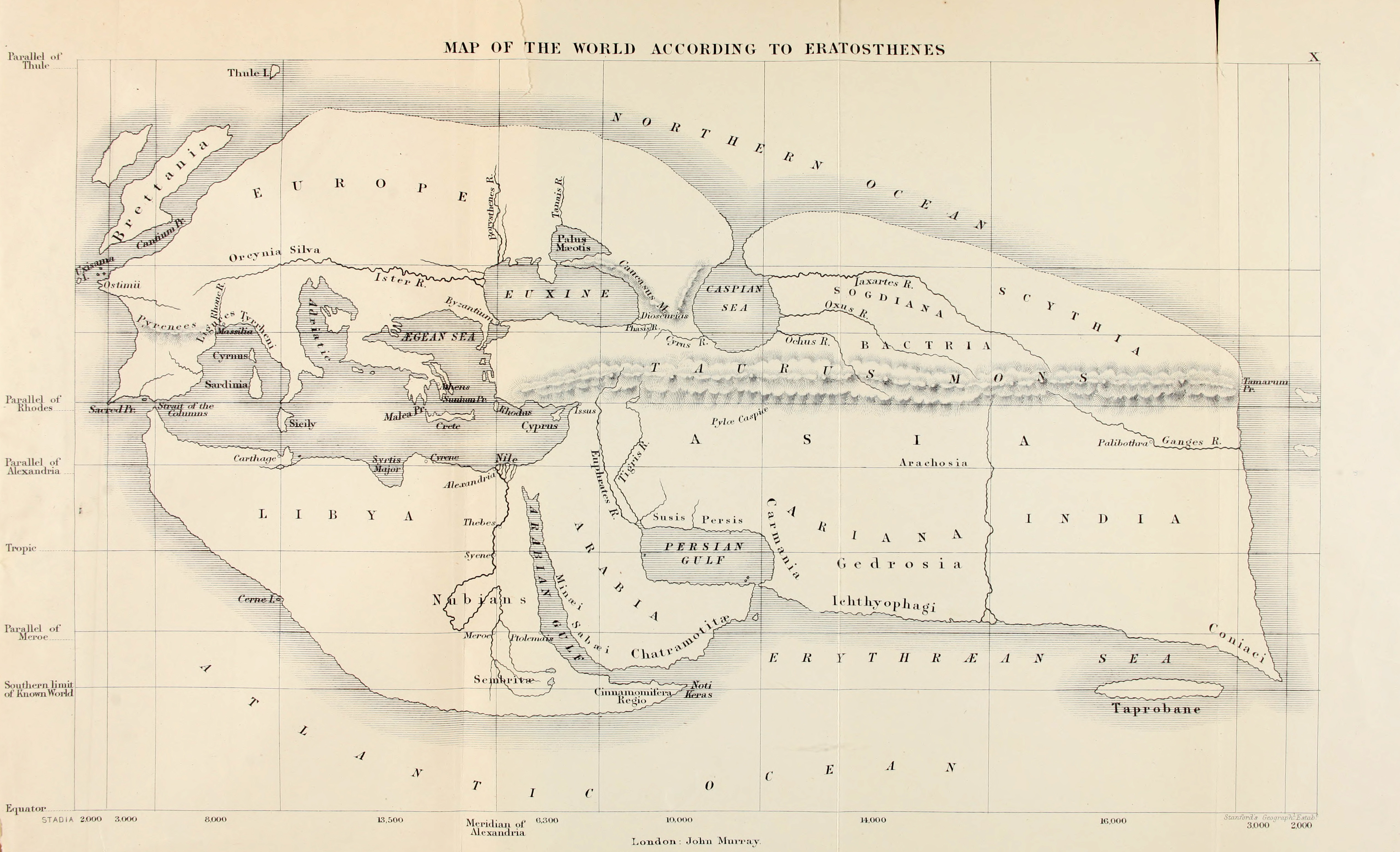
نمای جهان هلنیستی پس از اسکندر: نقشهٔ جهان باستان اثر اراتوستن، حاوی اطلاعاتی در باب لشکرکشی‌های اسکندر و جانشینان او

میراث اسکندر تنها به فتوحاتش محدود نمی‌شود. لشکرکشی‌های او ارتباط و تجارت را بین شرق و غرب به‌شدت افزایش داد و مناطق پهناوری از شرق در معرض تمدن و فرهنگ یونانی قرار گرفتند. برخی از شهرهایی که او بنا کرد به مراکز مهم فرهنگی مبدل شدند و بسیاری از آن‌ها تاکنون به حیات خود ادامه داده‌اند. وقایع‌نگاران او اطلاعات ذی‌قیمتی را دربارهٔ مسیرهای لشکرکشی او ثبت کردند و هم‌زمان یونانیان حس کردند به دنیای عظیم‌تری تعلق دارند؛ اکنون وسعت دید به فراسوی مدیترانه می‌رسید.

### پادشاهی‌های هلنیستی
عاجل‌ترین میراث اسکندر انضمام قطعه‌های بزرگی از خاک آسیا به قلمرو مقدونیه بود. در هنگام مرگ اسکندر، امپراتوری‌اش ۵٬۲۰۰٬۰۰۰ کیلومتر مربع مساحت داشت و بزرگ‌ترین دولت وقت به حساب می‌آمد. بسیاری از این مناطق تا ۲۰۰ الی ۳۰۰ سال آینده در دستان مقدونیان یا تحت نفوذ فرهنگ یونانی باقی ماندند. دولت‌های جانشینی که پس از مرگ اسکندر سر برآوردند، حداقل در ابتدا، قدرت غالب منطقه بودند و از این ۳۰۰ سال غالباً با عنوان عصر هلنیستی یاد می‌شود.

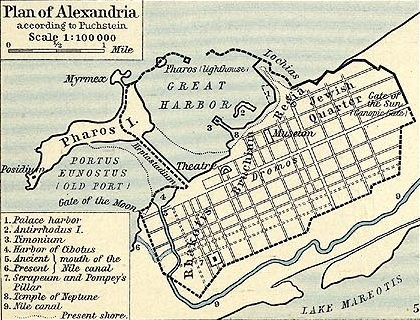
نقشهٔ اسکندریه در عهد باستان

مرزهای شرقی امپراتوری اسکندر حتی در زمان حیات خود او در حال فروپاشی بود. خلأ قدرتی که او در شمال غربی شبه‌قارهٔ هندوستان بر جای گذاشت، به ظهور یکی از قدرتمندترین دودمان‌های هندی در تاریخ انجامید. چاندراگوپتا مائوریا با استفاده از خلأ قدرت پیش‌آمده، بر پنجاب مسلط شد و از این پایگاه قدرت، بر امپراتوری ناندا تاخت و موفق به فتح آن شد.

### شهرسازی

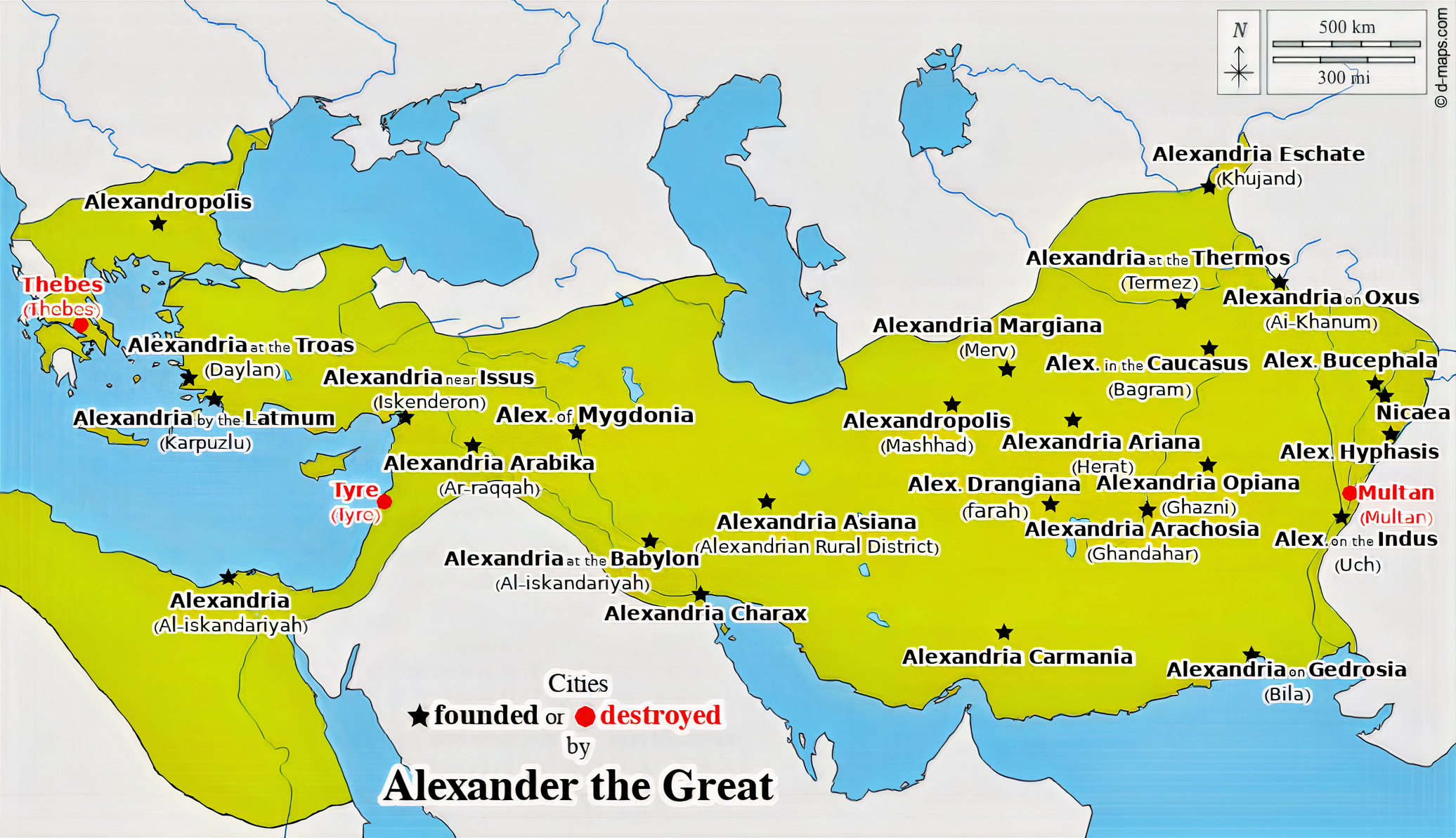
شهرهای بناشده (مشکی) و ویران‌شده (قرمز) به‌دست اسکندر. (با نام‌های امروزی)

اسکندر در مسیر لشکرکشی‌اش، بیش از بیست شهر جدید بنا کرد که نام اسکندر را بر خود داشتند و اکثرشان در شرق دجله بودند. نخستین و مهم‌ترین آنان، اسکندریه در مصر بود که در آینده به یکی از مهم‌ترین شهرهای مدیترانه مبدل گشت. شهرها در مسیر راه‌های بازرگانی و نیز موقعیت‌های دفاعی واقع شده بودند. قاعدتاً در ابتدا شهرهای تازه تأسیس برای زندگی نامساعد بوده‌اند و شرایط تنها اندکی از پادگان‌های دفاعی بهتر بوده است. پس از مرگ اسکندر، بسیاری از یونانیان ساکن در شهرهای تازه تأسیس تلاش کردند به یونان بازگردند. وانگهی تقریباً یک سده پس از مرگ اسکندر، بسیاری از اسکندریه‌ها شکوفا شدند و زندگی در آن‌ها رونق گرفت؛ ساختمان‌های عمومی مجللی در آنجاها ساخته شد و جماعت فراوانی اعم از یونانی و بومی در آن‌ها ساکن شدند.

### یونانی‌سازی
اصطلاح «یونانی‌سازی» را ابتدا یوهان گوستاف درویزن برای دلالت بر گسترش زبان، فرهنگ، و جماعت یونانی در قلمرو پیشین شاهنشاهی هخامنشی پس از تسخیر آن به توسط اسکندر به کار برد. در وقوع این صدور فرهنگی جای هیچ شکی باقی نیست و در شهرهای بزرگ هلنیستی، چون اسکندریه، انطاکیه، و سلوکیه، به‌خوبی مشهود است. اسکندر در پی آن بود که رگه‌هایی از فرهنگ یونانی را به آنِ ایرانی وارد کند و کوشید فرهنگ یونانی و ایرانی را به هم بیامیزد. او آرزو داشت تا جماعت آسیا و اروپا را همگون کند. اما جانشینانش چنین سیاست‌هایی را صراحتاً رد کردند. با این وجود، در سرتاسر منطقه یونانی‌سازی به وقوع پیوست و هم‌زمان روند مخالف و مجزای «شرقی‌سازی» در دول جانشینان صورت گرفت.

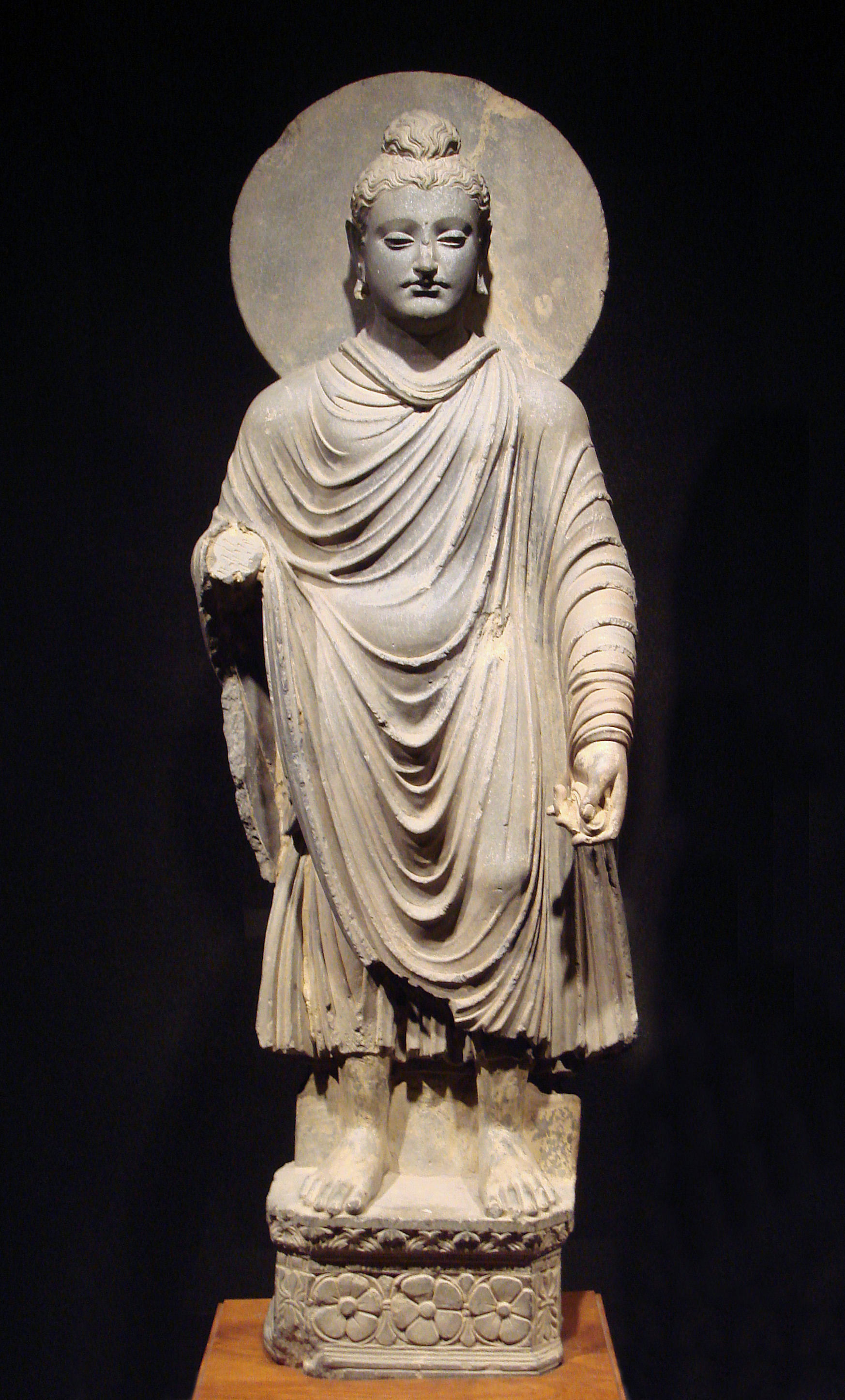
مجسمهٔ بودا در ریخت یونانی-بودایی، متعلق به قرن اول یا دوم میلادی، گنداره

هستهٔ فرهنگ هلنیستی اساساً آتنی بود. سپاهیان اسکندر از گوشه و کنار یونان به دور هم جمع شده بودند. معاشرت و مصاحبت آنان با یکدیگر منجر به پیدایش لهجهٔ جدید «کوینه» یا «یونانی عامی» شد که عمدتاً مبتنی بر گویش آتیک بود. کوینه در سرتاسر جهان هلنیستی اشاعه یافت و به عنوان زبان میانجی در آن سرزمین‌ها به کار گرفته شد و در نهایت نیای زبان یونانی جدید گشت. افزون بر این، طراحی شهری، آموزش، حکومت‌داری محلی، و جریان هنری در عصر هلنیستی همگی در آرمان‌های یونان کلاسیک ریشه داشتند و به‌تدریج به اشکال کاملاً جدیدی فرگشت یافته، در زمرهٔ «هلنیستی» جای گرفتند. حتی وجهه‌های از فرهنگ هلنیستی در سنن و رسوم امپراتوری بیزانس در اواسط قرن پانزدهم میلادی مشهود است.
برخی از عجیب‌ترین آثار یونانی‌سازی در هند، در موطن پادشاهی‌های نسبتاً دیر ظهور هندی-یونانی، قابل مشاهده است. در آن سرزمین‌های دور از اروپا، ظاهراً فرهنگ یونانی با آنِ هندی، به‌ویژه بودایی، در هم آمیخته است. اولین تصویرپردازی واقعی از بودا در این زمان به تقلید از مجسمه‌های یونانی آپولون شکل گرفت. برخی از رسوم بودایی احتمالاً تحت تأثیر دین یونان باستان قرار گرفته است: مفهوم بوداسف یادآور قهرمانان الوهی یونان است و برخی از مناسک عبادی مهایانه (سوزاندن عود، اهدای گل، گذاشتن غذا بر مذبح) مشابه همین مناسک در یونان باستان می‌باشند. احتمالاً شاهی یونانی به نام مناندر یکم به کیش بوداییان وارد شده و در متون بودایی تحت نام «میلیندا» جاودانه شده است. فرایند یونانی‌سازی به حیطهٔ علم نیز تسری یافته بود؛ به گونه‌ای که نظریات اخترشناسی یونان به هند رسیده و اخترشناسی آنان را طی سده‌های نخستین میلادی عمیقاً متأثر نموده بود. به عنوان مثال ابزارهای اخترشناسی یونانی متعلق به قرن سوم قبل از میلاد در شهر یونانی-باختری آی‌خانم در افغانستان و امروزی پیدا شده است. این ابزارها مربوط به دورهٔ زمانی‌ای بوده‌اند که دیدگاه یونانیان مبنی بر کروی بودن زمین و احاطه شدن آن به وسیلهٔ سیارات کروی در هند مورد پذیرش قرار گرفت و نهایتاً جایگزین دیدگاه دیرینهٔ هندیان مبنی بر مسطح و دایره‌وار بودن زمین گشت.

### تأثیر بر روم
رومیان بسیاری، بالاخص سرداران، اسکندر و دلاوری‌هایش را تحسین کردند. آن‌ها می‌خواستند خود را به نحوی به دستاوردهای اسکندر مربوط سازند. پولوبیوس کتابش تواریخ را با متذکر شدن دستاوردهای اسکندر به رومیان آغاز کرد و بنابراین رهبران روم او را به مثابه الگوی خویش دیدند. پومپه لقب «مگنوس» به معنی «کبیر» را بر خود نهاد و حتی از مدل موی اسکندر تقلید کرد و سرزمین‌های فتح‌شدهٔ شرق را جست تا ردای ۲۶۰ سالهٔ او را بیابد و آن را به نشانهٔ بزرگی به تن کرد. ژولیوس سزار از سواردیس برنزی اسکندر ساختهٔ لوسیپوس در محل اجتماعات شهر پرده‌برداری کرد اما سر خود را به جای سر اسکندر گذاشت. اوکتاویان از مقبرهٔ اسکندر در اسکندریه بازدید کرد و موقتاً تصویر مهرش را از ابوالهول به چهرهٔ اسکندر تغییر داد. تراژان، نرون، و کاراکالا اسکندر را تحسین کردند. خاندان ماکریانی، خاندانی رومی که به توسط ماکرینوس برای مدتی کوتاه به قدرت رسید، تصاویر اسکندر را همواره همراه خود داشتند، یا بر روی جواهراتشان یا به صورت گلدوزی‌شده بر روی لباس‌هایشان.
از سوی دیگر، برخی از نویسندگان رومی، به‌ویژه شخصیت‌های جمهوری‌خواه، از داستان اسکندر به عنوان حکایتی عبرت‌انگیز برای تبیین این موضوع که چگونه می‌توان یکه‌سالاری را با ارزش‌های جمهوری‌خواهی تعدیل کرد، استفاده کرده‌اند. این نویسندگان از اسکندر به عنوان مثالی از یک حکمران با فضایلی چون amicita (دوستی) و clementia (رأفت)، و رذایلی چون iracundia (خشم) و cupiditas gloriae (تمایل بیش از حد به عزت و افتخار) استفاده کرده‌اند.

### افسانه
روایت‌های افسانه‌ای فراوانی پیرامون زندگی اسکندر وجود دارد که بسیاری از آن‌ها ریشه در زمان حیات خود او دارند و احتمالاً به توسط خودش ترویج شده‌اند. کالیستنس، تاریخ‌نگار درباری اسکندر، دریای کیلیکیه را به گونه‌ای ترسیم کرد که در حال انجام پروسکونسیس از اسکندر پس می‌کشد. اونسیکریتوس چند صباحی پس از مرگ اسکندر قراری عاشقانه بین او و تالستریس، ملکهٔ اسطوره‌ای آمازون‌ها، از خود سر هم کرد و وقتی داستان را برای لوسیماخوس، سردار اسکندر و پادشاه آتی مقدونیه، خواند گفته می‌شود لوسیماخوس به شوخی گفته است «متعجبم که من آن موقع کجا بودم».
در نخستین سده‌های پس از مرگ اسکندر، احتمالاً در اسکندریه، چندین داستان افسانه‌ای مختلف در هم آمیخته شدند و متن واحدی را به نام رمانس اسکندر شکل دادند. رمانس اسکندر بعدها به‌اشتباه به کالیستنس نسبت داده شد و از این رو به کالیستنس-نما معروف است. این متن که در دوران باستان و قرون وسطی چندین مرتبه مورد بسط و بازنگری قرار گرفت، حاوی داستان‌های مشکوک فراوانی است و به چندین زبان ترجمه شده است.

### در فرهنگ نوین و باستان
موفقیت‌ها و میراث اسکندر در بسیاری از جوامع و فرهنگ‌ها توصیف و تشریح شده است. نام او در فرهنگ عوام و خواص از عصر خودش تا به امروز مطرح بوده است. رمانس اسکندر، به‌طور خاص، تأثیر قابل توجهی بر تصویرپردازی‌ها از اسکندر در جوامع آتی، از ایران گرفته تا اروپای قرون وسطی تا یونان امروزی، گذاشته است.
اسکندر در فولکلور یونان امروزی بیش از هر شخصیت باستانی دیگر، به نحو بارزی برجسته است. شکل محاوره‌ای نام او در زبان یونانی نوین («او مگالکساندروس») نامی بسیار رایج است و او تنها قهرمان باستانی است که در سایه‌بازی کاراگیوزیس ایفای نقش می‌کند. قصه‌ای مشهور بین دریانوردان یونانی وجود دارد که در آن یک پری دریایی گوشه‌گیر در حین طوفان، سینهٔ کشتی را در چنگ می‌گیرد و می‌پرسد «آیا شاه اسکندر زنده است؟». جواب صحیح «او زنده و سرحال است و بر جهان فرمان می‌راند» است و دادن پاسخ صحیح منجر به ناپدید شدن پری دریایی و آرام گرفتن دریا می‌شود. هر جواب دیگری داده شود، پری دریایی به یک گورگون وحشتناک تبدیل می‌شود و کشتی را به اعماق دریا می‌کشاند و غرق می‌کند.

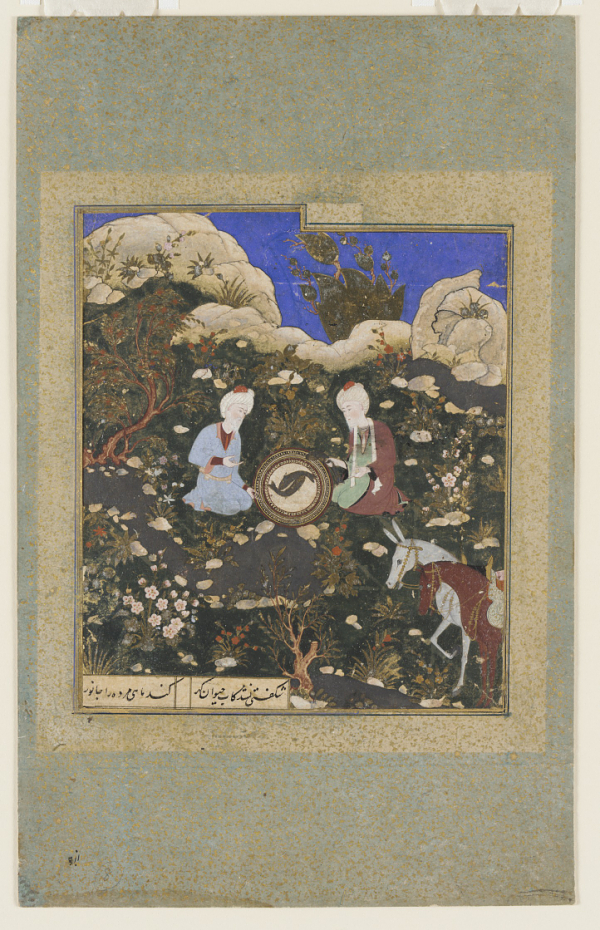
مینیاتور ایرانی متعلق به قرون پس از اسلام. خضر و اسکندر در حال مشاهدهٔ آب حیات که به ماهی مرده جان دوباره بخشیده است.

در ادبیات فارسی میانه (پیش از اسلام) از اسکندر با لقب «گجستک» به معنی «ملعون» یاد شده است و او متهم به ویران کردن معابد و سوزاندن متون مقدس زرتشتیان است. در ایران پس از اسلام تحت تأثیر اسکندرنامه چهره‌ای خوش‌بینانه‌تر از اسکندر شکل می‌گیرد. اسکندرنامهٔ فردوسی، اسکندر را در خط شاهان مشروع ایران جای می‌دهد و از او چهره‌ای اسطوره‌ای ترسیم می‌کند که در طلب آب حیات دورادور جهان را جست. بعدها نویسندگان ایرانی اسکندر را به فلسفه مربوط می‌سازند و او را همنشین اشخاصی چون سقراط و افلاطون و ارسطو در جستجوی جاودانگی به تصویر می‌کشند.
نسخهٔ سوری رمانس اسکندر، او را در هیئت کشورگشایی مسیحی و آرمانی به تصویر می‌کشد که به درگاه «خدای احد و راستین» دعا کرد. در مصر، اسکندر به عنوان پسر نکتانبوی دوم، آخرین فرعون پیش از استیلای ایرانیان، به تصویر کشیده شد. پیروزی او بر داریوش، رستگاری مصر دانسته شد و ثابت کرد که همچنان یک مصری بر مصر فرمانروایی خواهد کرد.
در هند و پاکستان، به‌طور دقیق‌تر در پنجاب، نام «سکندر» که از زبان فارسی برگرفته شده است، بیانگر جوان مستعد نوخاسته است. در اروپای قرون وسطی، اسکندر از اعضای نه دلاور به‌شمار می‌آمد؛ نه دلاور گروهی از قهرمانان بودند که همهٔ خصوصیت‌های آرمانی شوالیه‌گری را داشتند.

### اوستا در آتش
دانشنامه کتابخانه و دانش اطلاعات:
«به گفته ابن ندیم، نویسنده الفهرست، که در حدود سال ۹۸۷ میلادی نوشته شده؛ در قصر آپادانا در تخت جمشید نوشته‌هایی به صورت لوح‌های چوبی، سنگ و خاک رس در موضوعات متعدد وجود داشت. تعداد بسیاری از این الواح به وسیله اسکندر مقدونی(۳۳۳ پیش از میلاد) نابود شد یا به کتابخانه اسکندریه فرستاده شد. کشف سی هزار لوحه از گل رس در سال ۱۹۳۴ میلادی در زیر زمین ویرانه‌های کاخ آپادانا در تخت جمشید این گفته را تأیید می‌کند. باستانشناسان این بخش را خزانه تخت جمشید یا کتابخانه استخر نامیده‌اند. اسکندر همین‌طور ۲۰۰۰۰ چرم گاوی را که اوستا بر روی آن‌ها نوشته شده بود سوزاند. به ما گفته شده که این کتاب‌ها در بایگانی تخت جمشید نگهداری می‌شدند و زمانی که اسکندر آن قصر را به آتش کشید این کتاب‌ها هم از میان رفتند.»
زبی بلال اسماعیل تاریخ‌دان می‌نویسد:
«در ابتدا اوستا به زبان اوستایی نوشته شد اما در زمان حمله اسکندر، اسکندر اوستا را نابود کرد و بیشتر قسمت‌های آن ازبین رفت تا اینکه یک بار در زمان پارتها و و بار دیگر در زمان ساسانیان به جمع‌آوری آن پرداختند و این بار به وسیله خطی به نام -دین دبیره- نوشته شد»

### آتش کشیدن تخت جمشید
مجموعه کاخ‌های تخت جمشید، در سال (۳۳۰ پیش از میلاد) به دست اسکندر مقدونی به آتش کشیده شد و تمام بناهای آن به صورت ویرانه درآمد. مقدونی‌ها تمام روز را در غارت کاخ‌های تخت جمشید گذراندند با تمام گروه اسیران مانند برده رفتار می‌کردند. تخت جمشید در روزگاری که در رونق از همه شهرها پیشی می‌گرفت، حال روبه انحطاط و ویرانی بود.

### تشابه اسکندر با ذوالقرنین
بعضی مفسران و پژوهشگران مسلمان، به خصوص در میان طیف سنتی و محققان غربی، ذوالقرنین مذکور در سورهٔ کهف قرآن را، یکی از القاب اسکندر مقدونی می‌دانند، که وی را در ادبیات سنتی، «اسکندر بن فیلقوس (فیلفوس) الیونانی (الرومی)» نیز می‌گویند. ذوالقرنین قهرمانی است که مشرق و مغرب زمین را می‌گردد و سپس سدی بنا می‌کند تا گروهی مستضعف را در برابر ستم قوم یأجوج و مأجوج یاری رساند.

## تاریخ‌نگاری زندگی اسکندر
به جز چند کتیبه و قطعهٔ بازمانده، نوشته‌های کسانی که اسکندر را از نزدیک می‌شناختند یا از خادمان او اطلاعاتی را جمع‌آوری کرده بودند، همه از میان رفته است. کالیستنس، تاریخ‌نگار اسکندر؛ بطلمیوس و نئارخوس، سرداران اسکندر؛ آریستوبولوس، افسر جزء سپاه اسکندر؛ و اونسیکریتوس، سکان‌دار ارشد اسکندر، از جمله هم‌عصران اسکندر بودند که شرح حال او را نوشتند. این آثار همه از بین رفته‌اند اما آثار بعدی که بر پایهٔ آن آثار اولیه نوشته شده‌اند باقی مانده‌اند. قدیمی‌ترین آن‌ها دیودور سیسیلی (قرن اول ق م) است. بعد از آن کوئینتوس کورتیوس روفوس (اواسط تا اواخر قرن اول میلادی) است و بعدی آریان (قرن اول تا دوم میلادی) و بعدی پلوتارک (قرن اول تا دوم میلادی) و در نهایت یوستین است که آثار او متعلق به قرن چهارم میلادی می‌باشد. از میان این آثار، آریان را موثق‌ترین دانسته‌اند زیرا که او از آثار بطلمیوس و آریستوبولوس به عنوان منبع بهره برده است. اثر دیودور از لحاظ توثیق در ردهٔ دوم قرار می‌گیرد.

## اسکندر در تاریخ روایی ایران

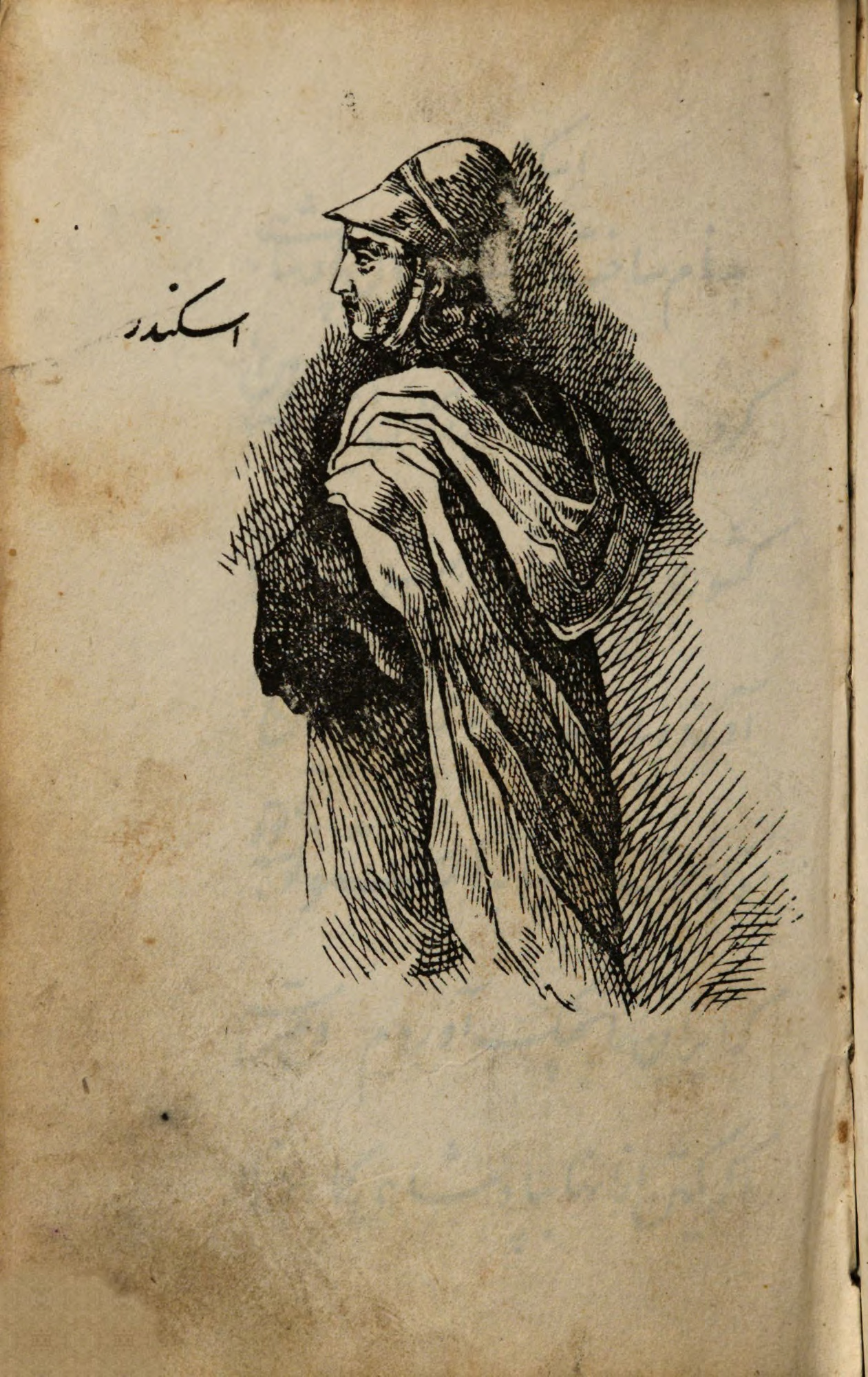
اسکندر اثر عبدالمطلب اسپهانی در نامهٔ خسروان؛ کتابخانه ایالتی باواریا

چهرهٔ اسکندر در تاریخ روایی ایران شامل دو چهرهٔ کاملاً گوناگون است که هردوی آن‌ها احتمالاً توسط موبدان نقل شده‌اند و در نتیجه می‌توان به آن‌ها برچسب «زرتشتی» زد. یکی از این داستان‌ها، اسکندر را با دیدی مثبت به‌تصویر می‌کشد و در قالب اسکندر افسانه‌ای در ادبیات پارسی تداوم می‌یابد، و به نظر می‌رسد که این سنت دستکم تا حدی دارای منشأ ناایرانی باشد، ولی روشن است که کاملاً با سنت داستان‌سرایی موبدان دورهٔ ساسانی ادغام شده است. دومین داستان دربارهٔ اسکندر، او را به‌عنوان چهره‌ای «ملعون» (گُجَستَک) و مخرب دین زرتشتی توصیف می‌کند. در متونی از جمله ارداویراف‌نامه، بندهشن، دینکرد، زند وَهمَن یَسن، نامهٔ تَنسَر، و روایت‌های پهلوی آذرفَرنبَغ و فرنبغ سروش از اسکندر به‌عنوان کسی که اوستا را سوزاند و در دین زرتشتی گسست و خلل ایجاد کرد، یاد می‌شود.
این پرسش که تصویرهای ذکرشده در بالا، تا چه اندازه بر واقعیت‌های عینی استوارند و تا چه مقدار نقش فرهنگی، مذهبی و ملاحظات سیاسی دوران بعدی در شکل‌گیری آن‌ها مؤثر بوده است، به شیوه‌های گوناگونی توسط پژوهشگران پاسخ داده شده است. بهرام آنکلِساریا و گراردو نیولی داستان تخریب نوشتارهای مقدس زرتشتی توسط اسکندر را حقیقتی تاریخی می‌دانند، حال آنکه اکثر پژوهشگران دیگر در این زمینه تردید دارند و «زمان روزگار زندگی زرتشت» و نوشتن اوستا بر «۱۲ هزار پوست گاو» را به‌عنوان افسانه رد می‌کنند. در زند وهمن یسن، از اسکندر با لقب «بدکار مسیحی» یاد می‌شود، که نشان‌دهندهٔ اختلافات دینی اواخر دورهٔ ساسانی و منازعات زرتشتیان و مسیحیان است.
در کتاب فارس‌نامه، از اسکندر ذوالقرنین به‌عنوان یکی از پادشاهان کیانی یاد شده است.

### داستان زایش اسکندر در روایت‌های ایرانی
کی‌داراب به‌عنوان پادشاه ایران، در آغاز از یورش‌های عرب‌ها و رومیان جلوگیری می‌کند. در یکی از نبردهای خود با روم، با فیلقوس نبرد می‌کند و سپاه او را شکست می‌دهد، پس از صلح کی‌داراب از فیلقوس فرمان‌روای شکست خورده روم، می‌خواهد که دخترش ناهید دختر فیلقوس را به همسری به او بدهد و با خود به ایران می‌آورد. با این هنگام، کی‌داراب ناهید را پس از شب عروسی به‌دلیل بوی بد دهان دل‌آزرده می‌شود و او را که باردار است به روم بازمی‌گرداند. کی‌داراب که همسر دیگری برگزیده است، صاحب فرزند دیگری به نام دارا (داریوش سوم) می‌شود. کی‌داراب پیش از مرگ دارا را جانشین خود می‌کند و درمی‌گذرد. ناهید مخفیانه فرزندش را در خانهٔ فیلقوس می‌زاید که اسکندر نام دارد. به‌دلیل ترس از سرافکندگی زایش اسکندر مستور می‌ماند و اسکندر پسر فیلقوس شناخته می‌شود. در آغاز پیرزنی از او هوشیاری می‌کند و در چهار سالگی او را نزد ارسطو می‌آورد. این او را در دانش‌های گوناگون مانند فلسفه، پزشکی و هندسه، ولی بالاتر از همه در طالع بینی و تعبیر خواب آموزش می‌دهد. اسکندر در ده سالگی به دربار پادشاهی روم آمد و چند سال بعد توسط فیلقوس، پدربزرگش، جانشین او شد. پس از انواع مبارزه‌ها برای تاج و تخت، سرانجام اسکندر به پادشاهی رسید و بدین سبب کینهٔ ایرانیان در دل رومیان ریشه می‌دواند. هنگامی اسکندر به پادشاهی رسید که برادر ناتنی او دارا، پسر کی‌داراب و تمروسیه، پادشاه ایران شد.

## اسکندر در سینما
- اسکندر بزرگ به کارگردانی رابرت راسن ریچارد برتون در نقش اسکندر
- اسکندر به کارگردانی الیور استون با نقش‌آفرینی کالین فارل در نقش اسکندر